# Vietnã
O Vietname (português europeu) ou Vietnã (português brasileiro) (em vietnamita: Việt Nam, pronunciado: [viət˨ næm˧] (escutarⓘ)), oficialmente República Socialista do Vietname/Vietnã (em vietnamita: Cộng hòa Xã hội chủ nghĩa Việt Namⓘ), é um estado soberano localizado no leste da península da Indochina, no Sudeste Asiático. Faz fronteira com a China a norte, com Laos e com o Camboja a oeste, com o golfo da Tailândia a sudoeste, e a leste e sul com o mar da China Meridional, onde há mais de 4 000 ilhas (e recifes) próximas e distantes da costa, muitas destas reivindicadas pelo Vietnã, sendo que ainda estão em disputa  outros países, como a República da China (Taiwan), a República Popular da China, a Malásia e as Filipinas. Com uma população de mais de 90 milhões de habitantes, é o 14.º país mais populoso do mundo, tendo Hanói como sua capital desde sua reunificação, em 1976. É um dos estados socialistas marxistas-leninistas existentes.
A região do atual país fez parte da China Imperial por mais de um milênio, a partir de 111 a.C. até 938 d.C. Os vietnamitas se tornaram independentes da China Imperial no ano de 938, após a vitória vietnamita na batalha de Bach Dang. Dinastias reais vietnamitas sucessivas floresceram quando a nação se expandiu geográfica e politicamente para o Sudeste da Ásia, até a península da Indochina ser colonizada pelos franceses em meados do século XIX. Na sequência de uma ocupação japonesa, na década de 1940, os vietnamitas lutaram contra o domínio francês na Primeira Guerra da Indochina, que resultou na expulsão dos Franceses em 1954. A partir daí, o Vietnã foi dividido politicamente em dois estados rivais, o Vietnã do Norte e o Vietnã do Sul. O conflito entre os dois lados se intensificou, com forte intervenção dos Estados Unidos, no conflito que ficou conhecido como a Guerra do Vietnã. A guerra terminou com a vitória norte-vietnamita em 1975. Após a vitória do Vietnã do Norte sobre o Vietnã do Sul, representado pela Frente Nacional de Libertação do Sul do Vietnã, o país passou a ser a República Socialista do Vietnã, mantida até aos dias atuais.
Desde 1986, a economia nacional está em transição de uma economia planificada para uma de mercado. Esta mudança fez com que, em 2012, as empresas estatais respondessem por apenas 40% do produto interno bruto. O setor econômico vietnamita é um dos que mais crescem no mundo, de acordo com o Citigroup, estando em 11.º lugar nas economias de mais rápido crescimento. Com a reforma econômica implementada no país, este tornou-se um membro da Organização Mundial do Comércio (OMC) em 2007. No entanto, o país ainda enfrenta muitos problemas, como a inflação, a falta de equilíbrio econômico, as deficientes condições de saúde, a pobreza e a desigualdade social. Oficialmente, o Vietnã estabeleceu relações diplomáticas com 178 nações, e relações econômicas, comerciais e de investimento com mais de 224 países e territórios dependentes. É membro das Nações Unidas, da Associação de Nações do Sudeste Asiático (ASEAN), da Cooperação Econômica da Ásia e do Pacífico (APEC) e da Organização Internacional da Francofonia (OIF).

## Etimologia
O nome Việt Nam (em vietnamita: [viət Nam]) é uma variação do "Nam Việt" (em chinês: 南越; em pinyin: Nanyue, literalmente "Việt Meridional" ou "do Sul"), um nome que pode ser rastreado até à dinastia Triệu do século II a.C. A palavra Việt originou-se como uma forma abreviada de Bách Việt (em chinês: 百越; em pinyin: Bǎiyuè), uma palavra aplicada a um grupo de povos que então viviam no sul da China e do atual Vietnã. A forma "Vietnam" (越南) é registrada pela primeira vez no poema oracular do século XVI, de Nguyễn Bỉnh Khiêm. O nome também foi encontrado em doze estelas esculpidas nos séculos XVI e XVII, incluindo uma em Bao Lam Pagoda, em Haiphong, datada de 1558.
Entre 1804 e 1813, o nome foi utilizado oficialmente pelo imperador Gia Long. Foi revitalizado no início do século XX, pelo nacionalista Phan Boi Chau, no livro History of the Loss of Vietnam e mais tarde pelo Việt Nam Quốc Dân Đảng. O país geralmente era chamado Annam até 1945, quando o governo imperial, em Huế, e o movimento Việt Minh, em Hanói, adotaram o nome Vietnã. Uma vez que o uso de caracteres chineses foi interrompido em 1918, a ortografia alfabética romanizada Vietnam é considerada a oficial.

## História

### Pré-história e Idade do Bronze

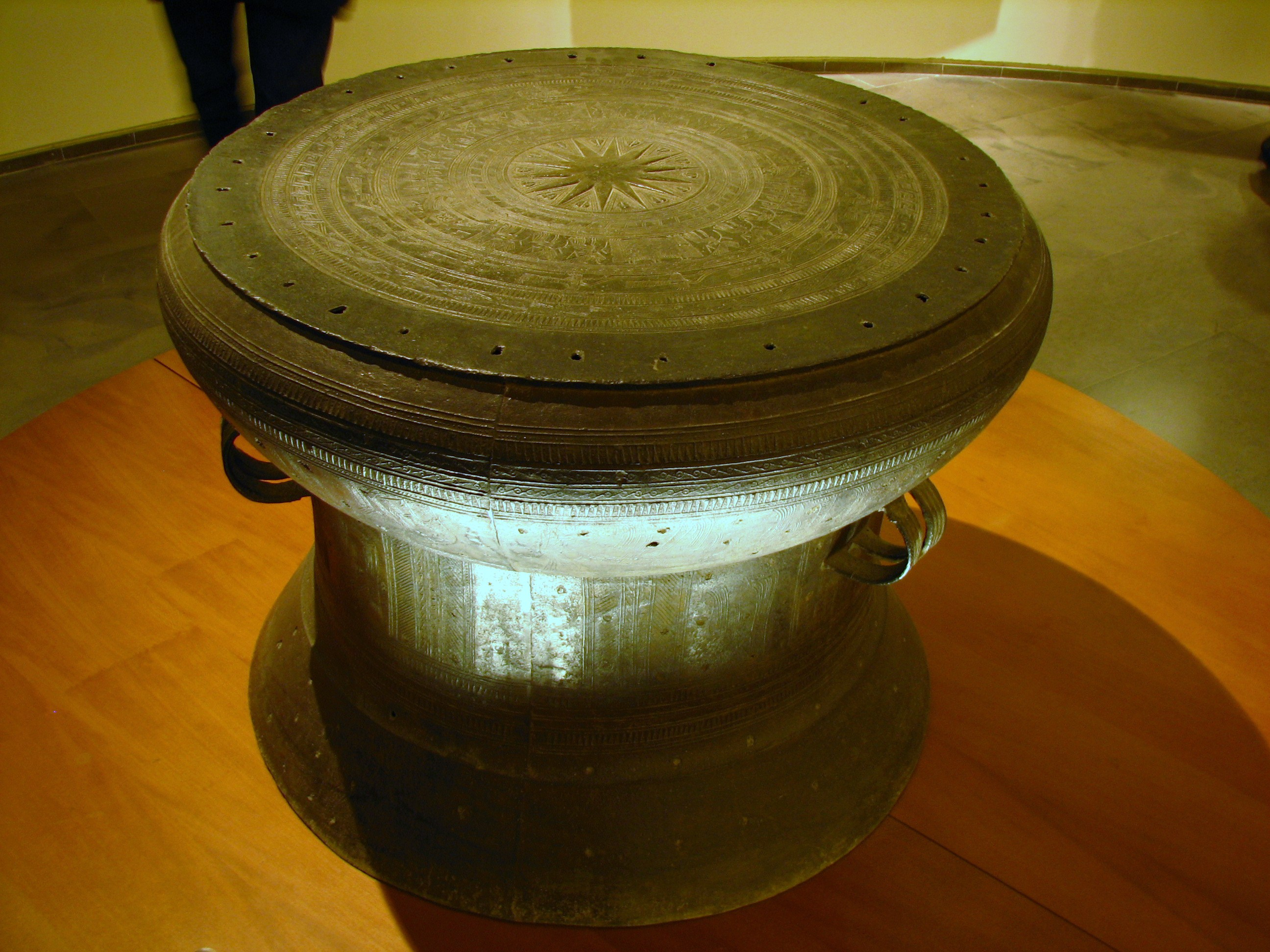
Tambor de bronze da cultura Đông Sơn

As escavações arqueológicas revelaram a existência de seres humanos no que é hoje o Vietnã já no período Paleolítico. Fósseis de Homo erectus datados de cerca de 500 000 a.C. foram encontrados em cavernas nas províncias de Lang Son e Nghe An e outras províncias do norte do país. Os fósseis mais antigos de Homo sapiens encontrados no Sudeste Asiático são de proveniência do Pleistoceno Médio, e incluem fragmentos isolados, principalmente dentes. Outros fragmentos atribuídos a Homo sapiens do Pleistoceno Superior também foram encontrados em Dong Can, além de outros do período do Holoceno encontrados em Mai da Dieu, Lang Gao e Lang Cuom.
Por volta de 1000 a.C., com desenvolvimento do cultivo do arroz e a fundição do bronze em áreas próximas aos rios Ma e Vermelho, deu-se o florescimento da cultura Đông Sơn, notável pela elaboração de seus tambores de bronze. Nesta mesma época, ocorreu a ascensão da dinastia Van Lang, a primeira dinastia governante do Vietnã, e a influência da cultura espalhou-se para outras partes do sudeste da Ásia, incluindo o arquipélago malaio, durante todo o primeiro milênio a.C. Os tambores de bronze têm sido amplamente encontrados na região, e artefatos semelhantes foram identificados no Camboja, ao longo do rio Mekong.

### Vietnã dinástico
A dinastia Hồng Bàng dos reis Hùng é considerada o primeiro estado vietnamita, conhecido na língua vietnamita como "Van Lang". Em 257 a.C., o último rei Hùng foi derrotado por Thuc Phan, que consolidou as tribos Lạc Việt e Au Việt para formar a Au Lac, proclamando-se An Dương Vương (líder). Em 207 a.C., um general chinês chamado Zhao Tuo derrotou An Vương Dương e consolidou Au Lac como Nanyue, que depois foi incorporado ao império da Dinastia Han em 111 a.C., após a Guerra Han-Nanyue.

Mapa do Vietnã no período da conquista do sul (o Nam tiến), 1069–1757

Nos mil anos seguintes, o Vietnã permaneceu na maior parte sob o domínio chinês. Os primeiros movimentos de independência, tais como os das Irmãs Trưng e de Triệu Thị Trinh, foram apenas temporariamente bem-sucedidos, embora a região tenha ganho um longo período de independência como Van Xuân sob a dinastia Lý, entre 544 e 602. No início do século X, o Vietnã ganhou autonomia, mas não uma verdadeira independência, sob o governo da família Khuc.
No ano 938, o general vietnamita Ngô Quyền derrotou as forças do reino chinês Han do Sul na batalha do rio Bạch Đằng, o que levou o país a alcançar a independência total depois de mil anos de dominação chinesa. Renomeada como Đại Việt (Grande Viet), a nação entra em uma era dourada durante as dinastias Lý e Trần. Durante o domínio da dinastia Trần, Đại Việt repeliu três invasões mongóis. Enquanto isso, o budismo floresceu e tornou-se a religião oficial.
Após a guerra Ming–Hồ, entre 1406 e 1407, que derrubou a dinastia Hồ, a independência vietnamita foi brevemente interrompida pela dinastia Ming, da China, mas foi restaurada por Lê Lợi, o fundador da dinastia Lê. As dinastias vietnamitas alcançaram seu auge no século XV, especialmente durante o reinado do Imperador Lê Thánh Tông (1460–1497). Entre os séculos XI e XVIII, o país expandiu-se em direção ao sul em um processo conhecido como nam tiến ("expansão para o sul"), acabando por conquistar o reino de Champa e parte do Império Quemer, no atual Camboja.
Do século XVI em diante, conflitos civis e lutas políticas frequentes tomaram boa parte do Vietnã. A dinastia Mạc, apoiada pela China, desafiou o poder da dinastia Lê. Após a dinastia Mạc ser derrotada, a dinastia Lê foi nominalmente reinstalada, mas o poder real ficou dividido entre os senhores Trịnh do norte e os senhores Nguyễn do sul, que se envolveram em uma guerra civil por mais de quatro décadas, até uma trégua na década de 1670. Durante este período, os Nguyễn expandiram o sul do Vietnã para o delta do Mekong, anexando as Terras Altas do Centro e terras do Quemer.
A divisão do país terminou um século mais tarde, quando os irmãos Tây Sơn estabeleceram uma nova dinastia. No entanto, o seu governo não durou muito tempo e eles foram derrotados pelos senhores de Nguyễn, liderados por Nguyễn Ánh e auxiliados pelos franceses. Nguyễn Ánh unificou o Vietnã e estabeleceu a dinastia Nguyễn, governando sob o nome de Gia Long.

### Indochina Francesa

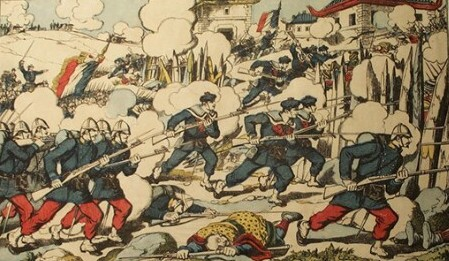
Batalha de Kép em 8 de outubro de 1884, durante a Guerra Sino-Francesa.

A independência do Vietnã foi gradualmente corroída pelo Império Francês — auxiliado por grandes milícias católicas — em uma série de conquistas militares entre 1859 e 1885. Em 1862, um terço do sul do país tornou-se a colônia francesa da Cochinchina. Em 1884, todo o país estava sob o domínio francês e foi formalmente integrado à Indochina Francesa em 1887. O governo francês impôs mudanças políticas e culturais significativas na sociedade vietnamita. Um sistema educacional de estilo ocidental foi desenvolvido e o catolicismo romano foi propagado amplamente pela nação. A maioria dos colonos franceses na Indochina estavam concentrados na Cochinchina, baseando-se em torno da cidade de Saigon (Saigão, em português europeu). O movimento monarquista Cần Vương se rebelou contra o domínio francês e foi derrotado nos anos 1890, após uma década de resistência. Guerrilheiros do movimento Cần Vương assassinaram em torno de um terço da população cristã do país durante este período.
Ao desenvolverem plantations para promover a exportação de tabaco, índigo, chá e café, os franceses ignoraram o aumento das reivindicações por independência e direitos civis entre os vietnamitas. Um movimento político nacionalista e independentista logo emergiu, com líderes como Phan Boi Chau, Phan Chu Trinh, Phan Đình Phùng, Imperador Hàm Nghi e Ho Chi Minh. No entanto, o motim de Yên Bái do Việt Nam Quốc Dân Đảng, em 1930, foi suprimido facilmente. Os franceses mantiveram o controle total de suas colônias até à Segunda Guerra Mundial, quando a Guerra do Pacífico levou à invasão japonesa da Indochina Francesa em 1941. Seguidamente, o Império Japonês foi autorizado a estacionar suas tropas no Vietnã, enquanto permitiu que a administração colonial francesa pró-Vichy continuasse. O Japão explorou os recursos naturais do Vietnã para apoiar as suas campanhas militares, culminando no golpe de março de 1945 e na Grande fome vietnamita de 1945, que causaram, juntos, até dois milhões de mortes.

### Primeira Guerra da Indochina

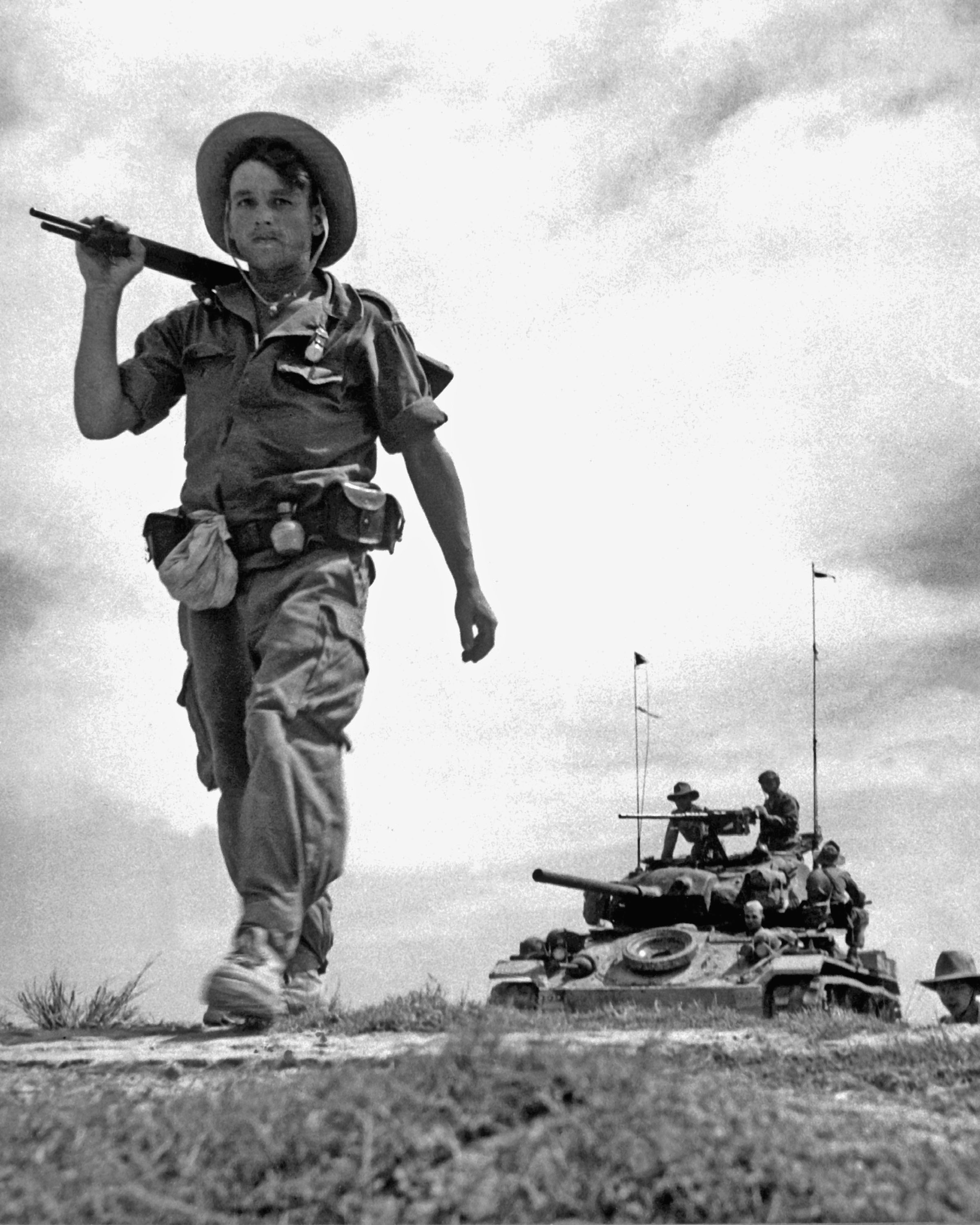
Unidade da Legião Estrangeira Francesa patrulha uma área controlada pelos comunistas.

Em 1941, o Viet Minh — um movimento de libertação comunista e nacionalista — surgiu sob o comando do revolucionário marxista-leninista Ho Chi Minh, que lutou pela independência do Vietnã do Império Francês e pelo fim da ocupação pelo Império do Japão. Após a derrota militar do Japão e da queda do Império do Vietnã — um Estado fantoche japonês — em agosto de 1945, o Viet Minh ocupou Hanói e proclamou um governo provisório, que afirmou a independência nacional em 2 de setembro. No mesmo ano, o Governo Provisório da República da França enviou expedicionários do Exército de Terra Francês ao Extremo Oriente para restabelecer o regime colonial. O Viet Minh então começou uma campanha de guerrilha contra os Franceses no final de 1946, no que resultou na Primeira Guerra da Indochina, que durou até julho de 1954.
A derrota dos partidários franceses e vietnamitas em 1954, na batalha de Dien Bien Phu, permitiu a Ho Chi Minh negociar um cessar-fogo a partir de uma posição favorável na subsequente Conferência de Genebra. A administração colonial foi encerrada e a Indochina francesa foi dissolvida sob os Acordos de Genebra de 1954, sendo que as forças leais aos comunistas foram limitadas a norte do paralelo 17 e da Zona Desmilitarizada do Vietnã. Dois Estados foram formados após a partição: a República Democrática do Vietnã de Ho Chi Minh no norte, e o Estado do Vietnã, no sul — governado pelo imperador Bảo Đại. Um período de 300 dias de livre circulação entre os dois países foi permitido, durante o qual quase um milhão de nortistas, principalmente religiosos católicos, mudaram-se para o sul, temendo perseguição pelos comunistas.
A partição do Vietnã não foi criada para ser permanente, de acordo com a Conferência de Genebra, que estipulava que o país seria reunificado após as eleições de 1956. No entanto, em 1955, o primeiro-ministro do Estado do Vietnã, Ngô Đình Diệm, derrubou Bảo Đại em um referendo fraudulento organizado por seu irmão, Ngo Đình Nhu, e proclamou-se presidente da República do Vietnã (Vietnã do Sul).

### Guerra do Vietnã (1954–1975)

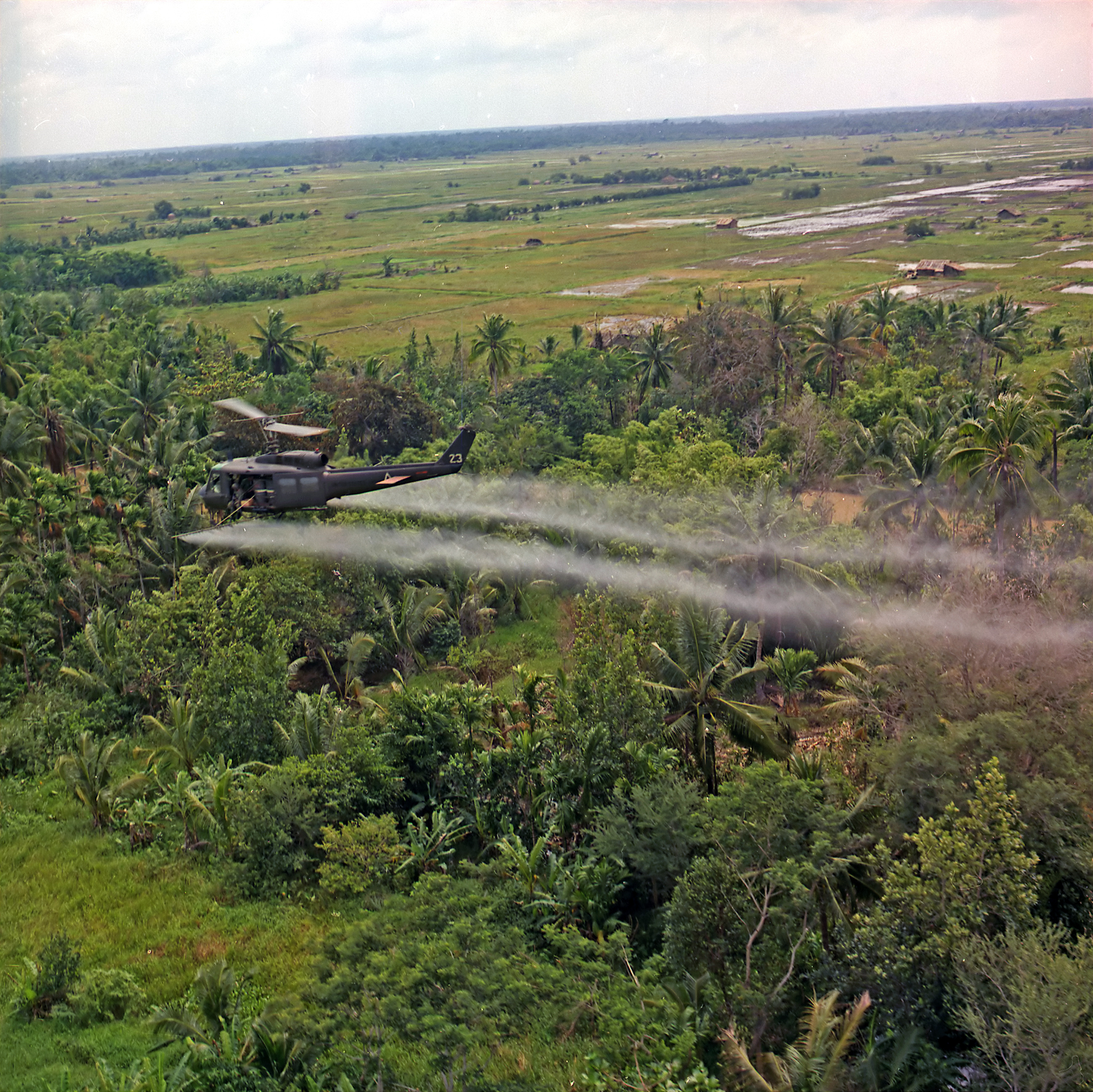
Helicóptero dos Estados Unidos pulverizando desfolhantes químicos sobre terras agrícolas no delta do Mekong, em 1969.

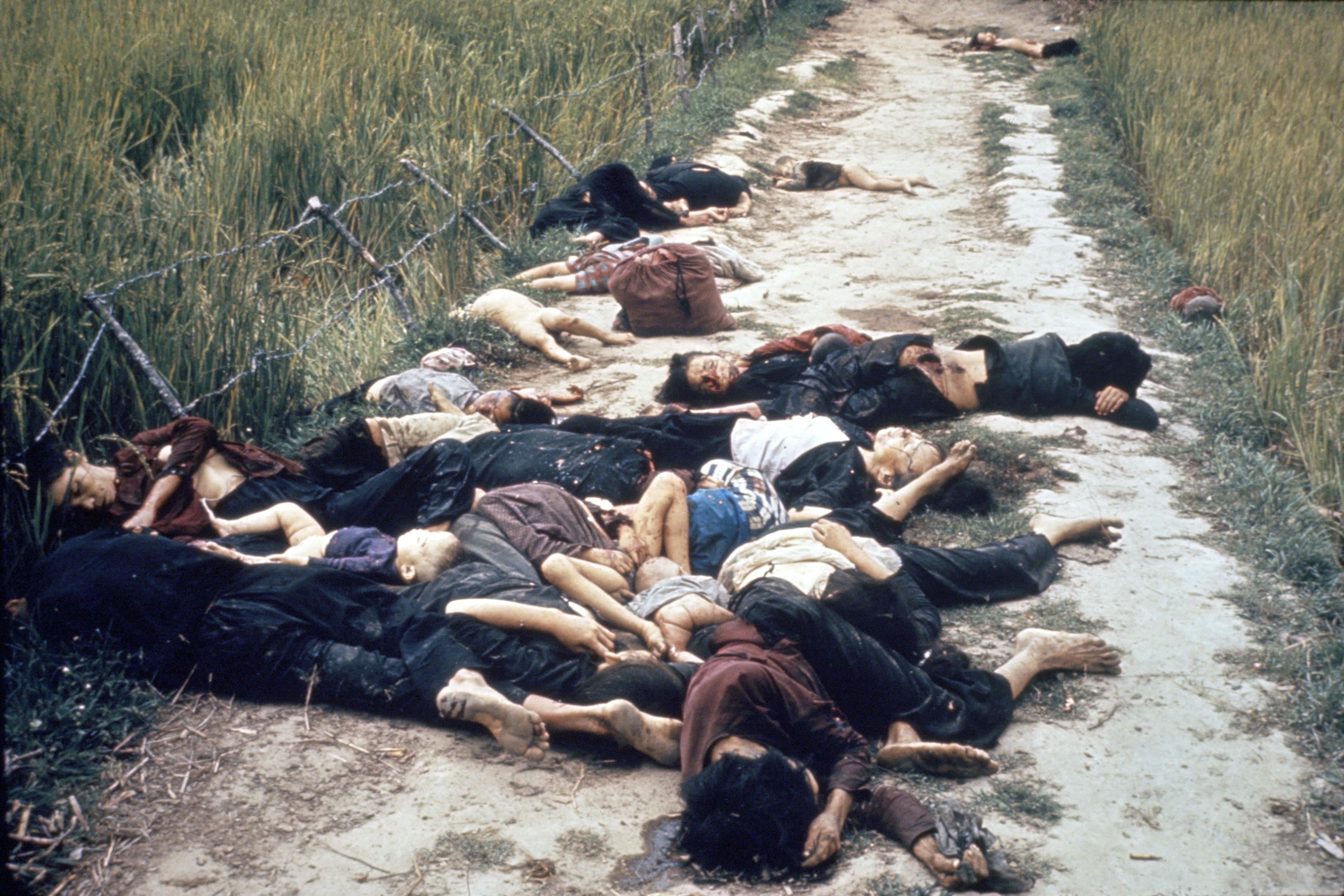
Vítimas do Massacre de Mỹ Lai

A Frente Nacional para a Libertação do Vietnã pró-Hanoi, cujos membros também eram conhecidos como vietcongues, começou uma campanha de guerrilha no final de 1950 para derrubar o governo de Diệm. No Norte, o governo comunista lançou um programa de reforma agrária executando um número de até 172 000[carece de fontes?] pessoas em campanhas contra fazendeiros ricos e proprietários de terra, em meio a expurgos mais amplos. Em 1960 e 1962, o Vietnã do Norte assinou tratados com a União Soviética para receber mais apoio militar. No Sul, Diệm esmagou a oposição política e religiosa, aprisionando ou assassinando dezenas de milhares de pessoas.
Em 1963, o descontentamento budista com o regime de Diệm explodiu em manifestações de massas, o que levou a uma repressão violenta por parte do governo. Isto levou ao colapso do relacionamento de Diệm com os Estados Unidos e, finalmente, ao golpe de Estado de 1963 em que Diệm e Nhu foram assassinados. A era Diệm foi seguida por mais de uma dezena de sucessivos governos militares, antes do marechal Nguyễn Cao Kỳ e do general Nguyễn Văn Thiệu assumirem o controle, em meados de 1965. Thiệu gradualmente suprimiu Kỳ e consolidou a sua permanência no poder em eleições fraudulentas em 1967 e 1971. Por conta desta instabilidade política no sul, os comunistas começaram a ganhar terreno.
Para apoiar a luta do Vietnã do Sul contra a insurgência comunista, os Estados Unidos começaram a aumentar a sua contribuição de conselheiros militares, usando o incidente do golfo de Tonkin em 1964 como pretexto para tal intervenção. As forças estadunidenses se envolveram em operações de combate em terra em 1965 e em seu pico somavam mais de 500 mil soldados. Os Estados Unidos também engajaram em uma campanha sustentada de bombardeios aéreos. Enquanto isso, a China e a União Soviética apoiavam o Vietnã do Norte com ajuda material significativa e 15 mil consultores militares. As forças comunistas que abasteciam os vietcongues levavam suprimentos ao longo da trilha Ho Chi Minh, que passava pelo Laos.
Os comunistas atacaram alvos sul-vietnamitas durante a Ofensiva do Tet em 1968. Embora a campanha tenha falhado militarmente, ela chocou o establishment estadunidense e virou a opinião pública contra a guerra. Diante do crescente número de vítimas, do aumento da oposição interna à guerra e da crescente condenação internacional, os Estados Unidos retiraram-se do combate terrestre no início dos anos 1970. Este processo também envolveu um esforço mal-sucedido para fortalecer e estabilizar o Vietnã do Sul.
Na sequência dos Acordos de Paz de Paris, em 27 de janeiro de 1973, todas as tropas de combate norte-americanas foram retiradas até 29 de março de 1973. Em dezembro de 1974, o Vietnã do Norte capturou a província de Phước e começou uma ofensiva em grande escala, que culminou com a queda de Saigon em 30 de abril 1975.[carece de fontes?] O Vietnã do Sul foi brevemente administrado por um governo provisório, enquanto esteve sob ocupação militar do Vietnã do Norte. Em 2 de julho de 1976, o Norte e o Sul do Vietnã foram fundidos para formar a República Socialista do Vietnã. A guerra deixou o Vietnã devastado, sendo que o total de mortos é hoje estimado entre 800 mil e 2 milhões.

### Reunificação e reformas (1976–presente)

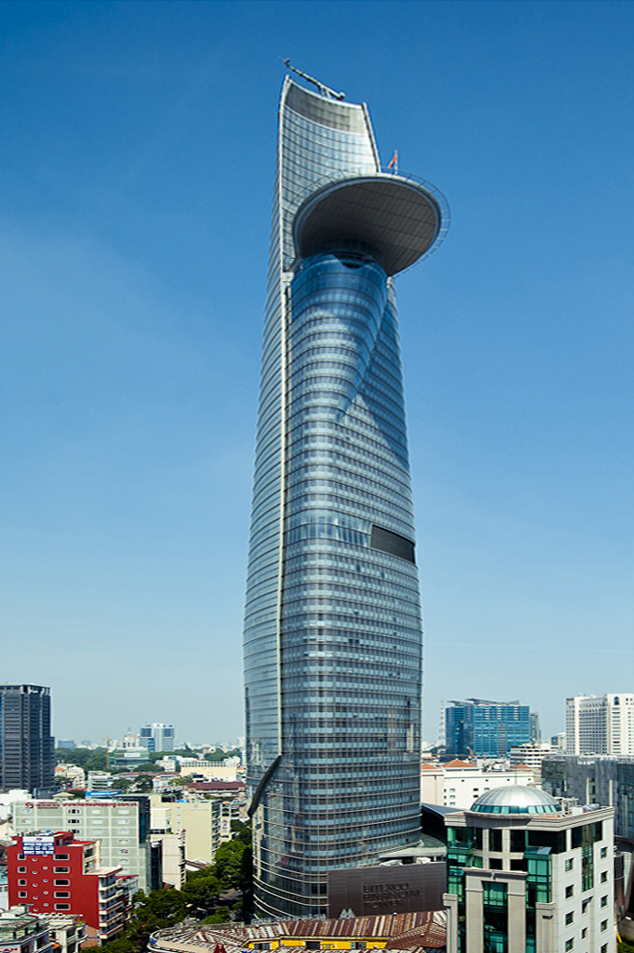
Bitexco Financial Tower, um dos maiores arranha-céus da Cidade de Ho Chi Minh (antiga Saigon).

Após a guerra, sob a administração do Lê Duẩn, o governo embarcou em uma campanha em massa de coletivização das fazendas e fábricas. Isso causou o caos econômico e resultou em uma inflação de três dígitos, enquanto os esforços de reconstrução nacional progrediam lentamente. Um milhão de vietnamitas foram enviados para campos de reeducação. A maioria foi libertada após algumas semanas, mas entre 40 000 e 60 000 ainda se encontravam detidos em 1982. Vários milhares de pessoas foram assassinados em execuções extrajudiciais e na repressão do último maquis de resistência. No final dos anos 1970 e início dos anos 1980, centenas de milhares de pessoas fugiram do país em barcos toscamente construídos, o que criou uma crise humanitária internacional; Muitas de pessoas morreram no mar.
Em 1978, os militares do Vietnã invadiram o Camboja para remover do poder o Quemer Vermelho, que estava atacando aldeias fronteiriças vietnamitas. O Vietnã foi vitorioso na instalação de um governo no Camboja, que governou até 1989. Esta ação agravou as relações com os chineses, que lançaram uma breve incursão no norte do Vietnã em 1979. Este conflito fez com que o Vietnã confiasse cada vez mais na ajuda econômica e militar soviética.
No VI Congresso Nacional do Partido Comunista do Vietnã em dezembro de 1986, políticos reformistas substituíram a "velha guarda" do governo com uma nova liderança. Os reformistas eram liderados por Nguyễn Văn Linh, de 71 anos de idade, que se tornou o novo secretário-geral do partido. Linh e os reformistas implementaram uma série de reformas de livre mercado conhecidas como Đổi Mới ("renovação"), que conseguiu cuidadosamente fazer a transição de uma economia planificada para uma "economia de mercado socialista".
Embora a autoridade estatal tenha permanecido incontestada sob o regime Đổi Mới, o governo incentivou a apropriação privada de fazendas e fábricas, a desregulamentação econômica e o investimento estrangeiro, mantendo controle sobre setores estratégicos. A economia vietnamita apresentou posteriormente um forte crescimento na produção agrícola e industrial, na construção civil, em exportações e no investimento estrangeiro. No entanto, estas reformas causaram também um aumento na desigualdade de renda e de disparidades de gênero.

## Geografia

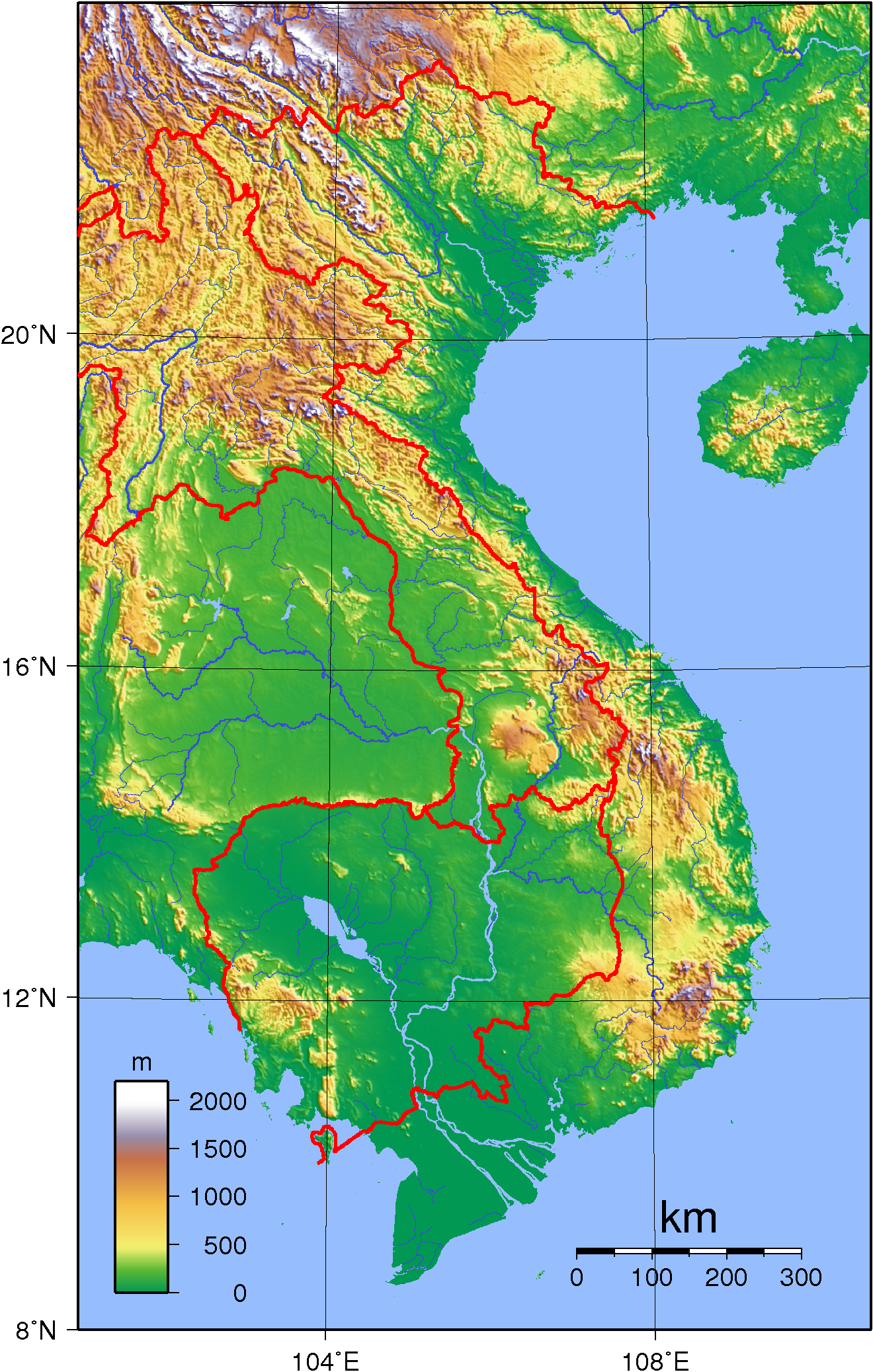
Mapa topográfico do Vietnã.

O Vietnã é um país longo e estreito que ocupa a costa oriental da península da Indochina, sobre o golfo de Tonkin e o mar da China. Está localizado entre as latitudes 8° e 24° N e as longitudes 102° e 110° E. Possui uma área total de 331 210 km², o que o torna o 66.º maior país do mundo em área, com território menor do que países próximos, como a Indonésia e a Tailândia, e na mesma proporção que a Malásia e as Filipinas. O comprimento total de fronteiras terrestres do país é de 4 639 km, e seu litoral possui 3 444 km de comprimento. No seu ponto mais estreito, na região central (província de Quang Binh), o país apresenta apenas 50 km de diâmetro, embora se alargue a cerca de 600 km no norte. O território apresenta, ainda, regiões montanhosas e densamente florestadas, com terreno plano cobrindo não mais do que 20%. Montanhas são responsáveis por 40% da área terrestre do país, e as florestas tropicais cobrem cerca de 42% desta.
Predominam as florestas tropicais e a rede hidrográfica é muito rica. A parte norte é mais elevada, sob influência das cadeias montanhosas formadoras do Himalaia do sul da China, onde se localiza o Fan Si Pan e seus 3 144 m de altitude, o ponto mais alto do país e de toda Indochina (agrupamento geopolítico regional deste país com o Laos e o Camboja). Em toda sua fronteira oeste com o Laos e com o nordeste do Camboja, estende-se a cordilheira Anamita, com altitudes chegando em torno dos 2 000 m., servindo de divisor de águas entre o vale do rio Mekong, em território laosiano, e a bacia hidrográfica costeira do mar da China Meridional. Há dois deltas importantes, o do rio Song Cai (Rio Vermelho), que corta a capital do país, Hanói, ao norte; e do rio Mekong, ao sul, mais volumoso e que corta a maior cidade do país, Ho Chi Minh (antiga Saigon), também o rio mais importante da Indochina. O norte do país é rico em antracito, linhito, carvão, minério de ferro, manganês, bauxita e titânio. O clima de monções é quente e chuvoso.

### Vegetação e ecologia

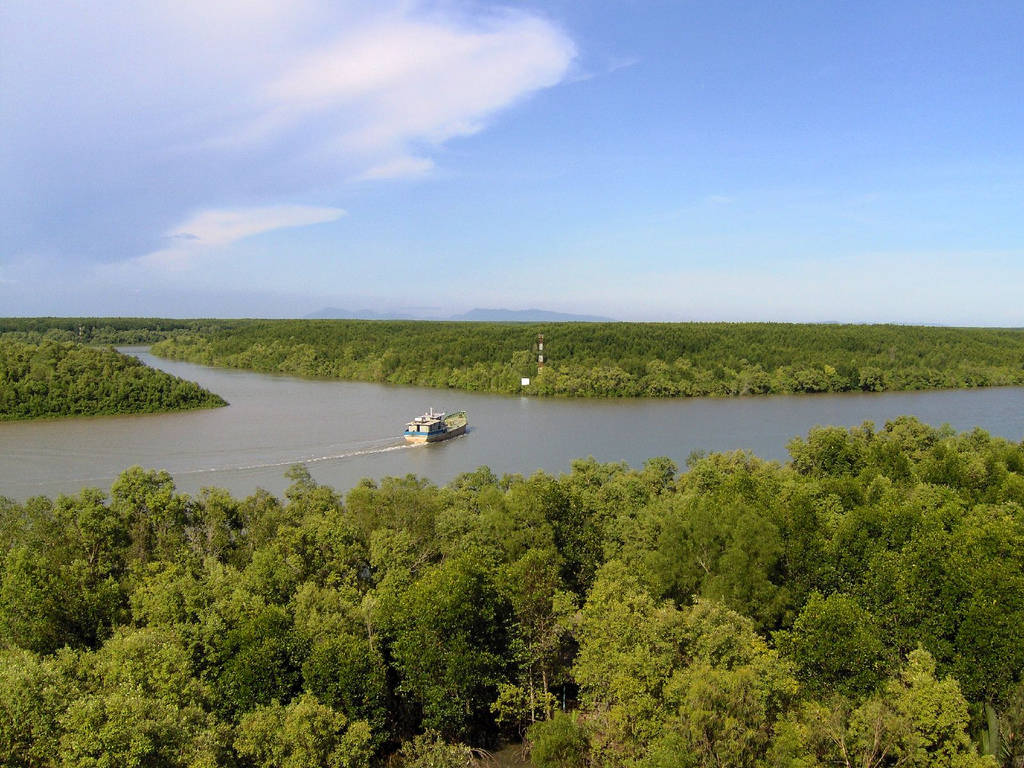
Floresta Cần Giờssa, nos arredores da Cidade de Ho Chi Minh.

O país tem um solo fértil e o clima subtropical favorece uma vegetação exuberante. As florestas possuem mais de 800 espécies de árvores registradas. Na Guerra do Vietnã, foram destruídos cerca de dois milhões de hectares de floresta e manguezais (mangais, em português europeu). O crescimento populacional no período pós-guerra, associado à recessão econômica, contribuiu para o crescimento do desmatamento, embora o reflorestamento tenha sido politicamente adotado após alguns anos. Cerca de metade da área de superfície do país é coberta por florestas.
A baía de Ha Long, no Parque Nacional de Phong Nha-Kẻ Bàng, é um Património Mundial da UNESCO. No total, existem 27 parques nacionais e áreas protegidas no país, que representam, juntas, cerca de um décimo da área terrestre da nação. Entretanto, florestas e áreas protegidas, como a Annamin são fragmentadas, e algumas destas possuem um déficit de gestão e conservação adequada.
O Vietnã está localizado na ecozona indo-malaia. De acordo com o Relatório de Condição Nacional do Meio Ambiente, publicado em 2005, o Vietnã é um dos 25 países considerados com um nível excepcionalmente alto de biodiversidade. Está em 16.º lugar mundial em diversidade biológica, abrigando cerca de 16% das espécies do mundo.

### Flora e fauna
No país, há cerca de 200 espécies de mamíferos, 800 espécies de aves, 150 espécies de répteis e uma centena de espécies de anfíbios. As zonas costeiras e águas salobras abrigam milhares de espécies de peixes, sendo que entre estes, cerca de 250 espécies são de água doce. Há uma variedade de invertebrados. As densas florestas são o habitat de uma grande variedade de macacos e pequenos felinos. As montanhas do norte também abrigam o urso-negro-asiático, urso-dos-coqueiros (também conhecido como urso-do-sol), raposas e outros pequenos predadores. A fronteira com o Laos é marcada pela presença rara do gado da espécie saola, e também dos Muntiacus, da família Cervidae. Outros animais raros são o rinoceronte-de-java, lutung-de-delacour e seus parentes, o elefante-asiático, o tigre e o leopardo-nebuloso.

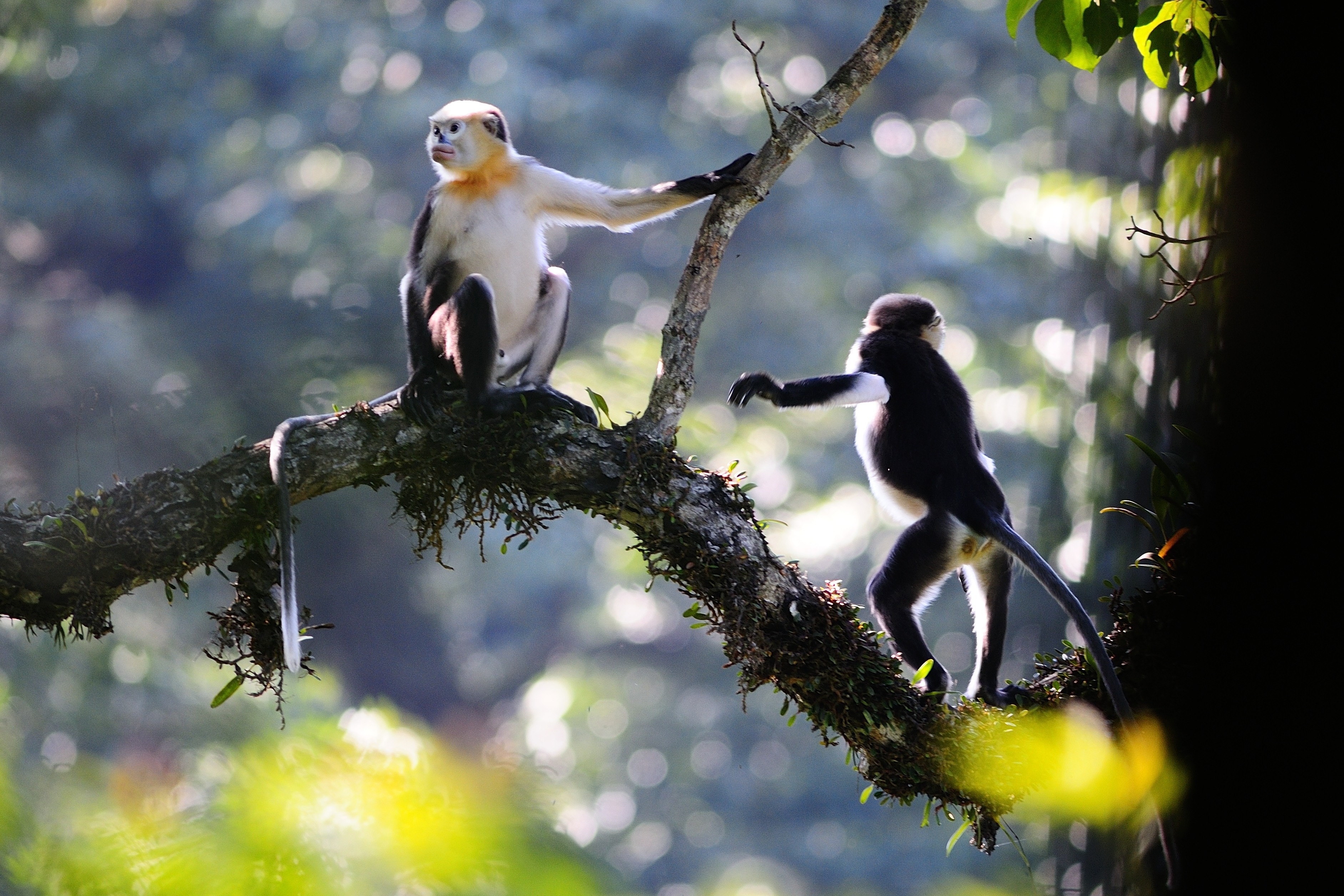
Rhinopithecus avunculus, espécie endêmica do Vietnã.

Foram identificadas 15 986 espécies de flora no país, das quais 10% são endêmicas. A fauna do Vietnã é composta por 307 espécies de nematoides, 200 Oligochaeta, 145 ácaros, 113 colêmbolos, 7 750 insetos, 260 répteis, 120 anfíbios, 840 aves e 310 mamíferos, dos quais 100 aves e 78 mamíferos são endêmicos.
Outras 1 438 espécies de microalgas de água doce também podem ser encontradas, constituindo 9,6% de todas as espécies de microalgas no mundo, bem como 794 invertebrados aquáticos e 2 458 espécies de peixes do mar. Nos últimos anos, 13 gêneros, 222 espécies e 30 táxons de flora foram identificadas e catalogadas no Vietnã. Seis novas espécies de mamíferos, incluindo o saola, muntiacus gigante e macaco-de-nariz-arrebitado-de-tonkin (ou macaco-de-dollman) também foram descobertos, junto com uma nova espécie de ave, o faisão-de-edwards. No final da década de 1980, uma pequena população de rinoceronte-de-java foi encontrada no Parque Nacional Cát Tiên. No entanto, o último indivíduo da espécie no Vietnã foi morto em 2010.
Na diversidade genética agrícola, o Vietnã é um dos doze centros de cultivar originais do mundo. O Banco Nacional de Genes Cultivares do Vietnã preserva 12 300 cultivares de 115 espécies. O governo vietnamita estabeleceu 126 áreas de conservação ecológica, onde se pratica o cultivar, incluindo 28 parques nacionais.

## Demografia

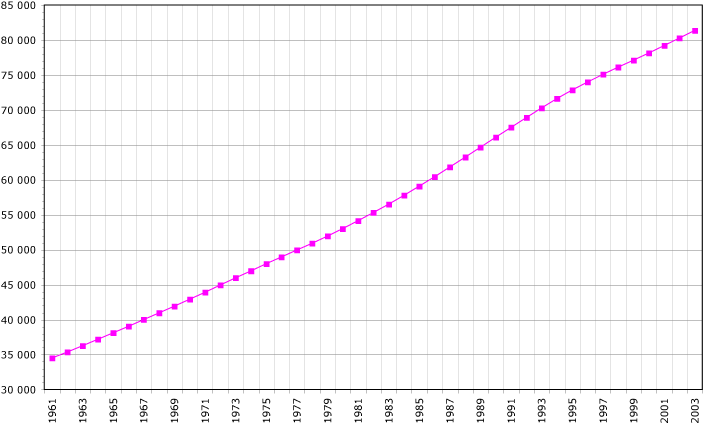
Evolução demográfica do Vietnã de 1961 a 2003

O censo de 1 de abril de 2009 registrou 85,8 milhões de habitantes no Vietnã, dos quais o grupo étnico vietnamita constituía quase 73,6 milhões de pessoas, ou 85,8% da população residente no país. De acordo com dados da Central Intelligence Agency (CIA), em 2019 a população atingiu 96,2 milhões de habitantes, fazendo deste o décimo-quarto país mais populoso do mundo. A nação apresentou um crescimento populacional considerável desde o censo anterior, em 1979, que identificou 52,7 milhões de habitantes no país naquele ano. Grande parte da população vietnamita está concentrada principalmente nos deltas aluviais e planícies costeiras do país. A região do delta do Rio Vermelho é a mais populosa, com 19,5 milhões de habitantes, seguida pela costa do Centro-Norte e costa do Centro-Sul, com 18,8 milhões de habitantes, e delta do Rio Mekong, com 17,2 milhões de habitantes. A região menos populosa no Vietnã são as Terras Altas do Centro, com 5,1 milhões de habitantes.

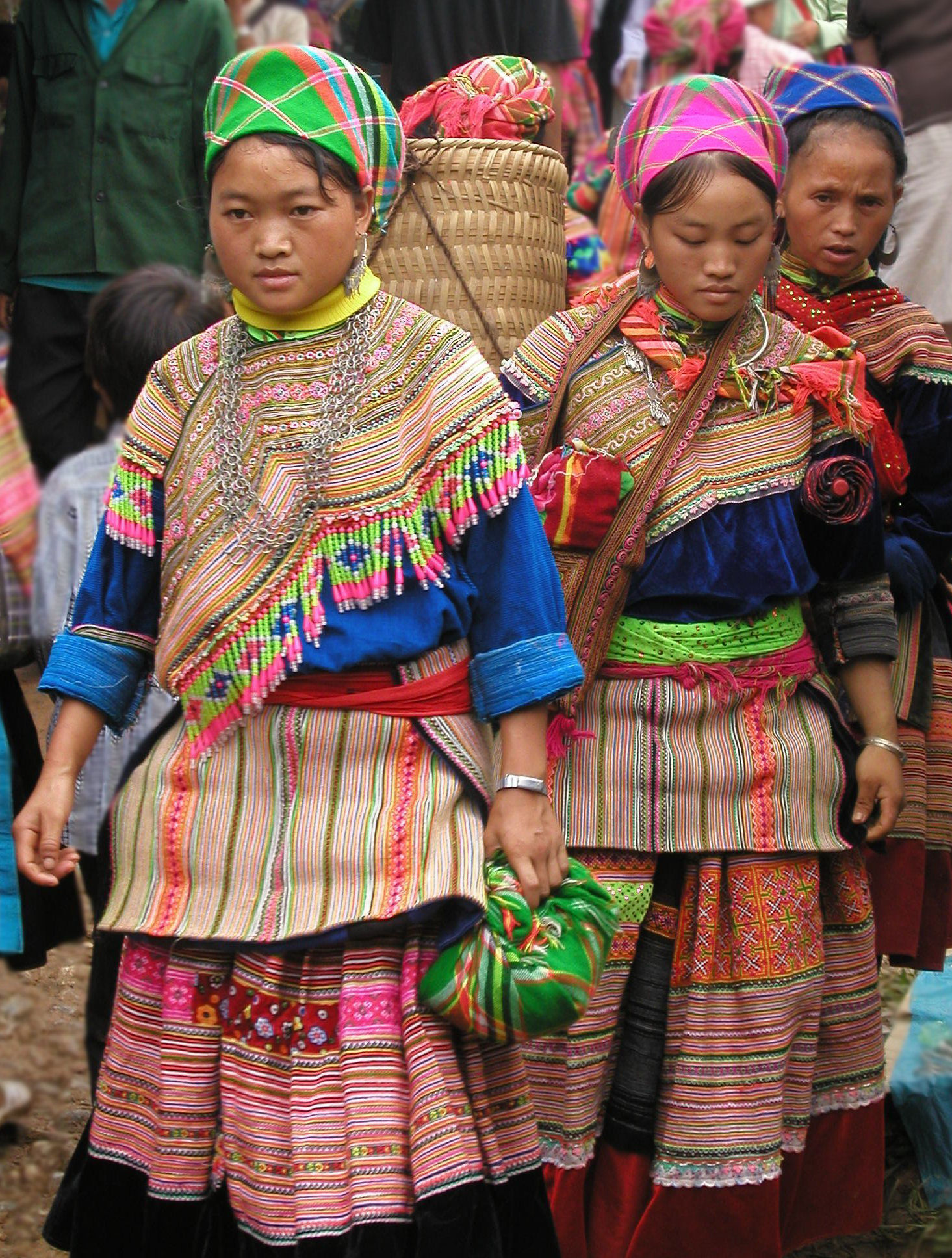
Mulheres da etnia hmong em Sa Pa, no norte do país.

Cinco cidades vietnamitas possuem mais de um milhão de habitantes: Cidade de Ho Chi Minh, Hanói, Haiphong, Can Tho e Da Nang. No respeitante à população urbana e rural, o Vietnã tem cerca de 29,6% de seus habitantes vivendo em áreas urbanas e 70,4% vivendo em áreas rurais. Em relação ao gênero, existem 98 homens para cada grupo de 100 mulheres, sendo que nas regiões de planície do sudeste do país, essa representação passa a ser de 102 homens para cada grupo de 100 mulheres.

### Composição étnica
De acordo com o censo de 2009, o grupo étnico vietnamita soma em torno de 73,6 milhões de pessoas, ou seja, 85,8% da população. Como um enorme grupo homogêneo, tanto socialmente quanto etnicamente, os étnicos vietnamitas possuem significativa influência nas questões políticas e econômicas do país. No entanto, o Vietnã possui outros 54 grupos étnicos minoritários, incluindo os Hmong, os Yao, os Tay, os Quemeres, os Tais e os Nùng. Os Hmong são a etnia minoritária com a maior população, estimada em 1 068 189 habitantes, Muitas etnias minoritárias, como os Muong — os quais possuem estreitas relações com os vietnamitas — moram nas terras altas, que cobrem dois terços do território do país, especialmente nas regiões Noroeste (província de Hoa Binh e na costa do Centro-Norte (província de Thanh Hoa); Antes da Guerra do Vietnã, a população das Terras Altas do Centro era predominantemente degar (incluindo outras 40 tribos); no entanto, o governo sul-vietnamita de Ngo Dinh Diem decretou um programa de reassentamento dos vietnamitas em áreas indígenas. Os povos hoa (etnia chinesa) e khmer krom ocupam as terras baixas. Cerca de 450 000 imigrantes de etnia hoa deixaram o Vietnã entre 1978 e 1979, devido à relação tensa entre o país e a República Popular da China à época.
A região do "estado-Champa", na porção central, é dominada pelos Cham e dividida em duas áreas principais: Dong Nam Bo, região ao longo da costa, onde o povo cham é, em sua maioria, hindu; enquanto na fronteira com o Camboja, os Cham são, em sua maior parte, muçulmanos. Os Cham são oriundos do antigo reino de Champa, diferem das outras etnias nacionais, tanto em religião, etnia e língua, e estão mais próximos aos povos do arquipélago malaio-polinésio.

### Religiões

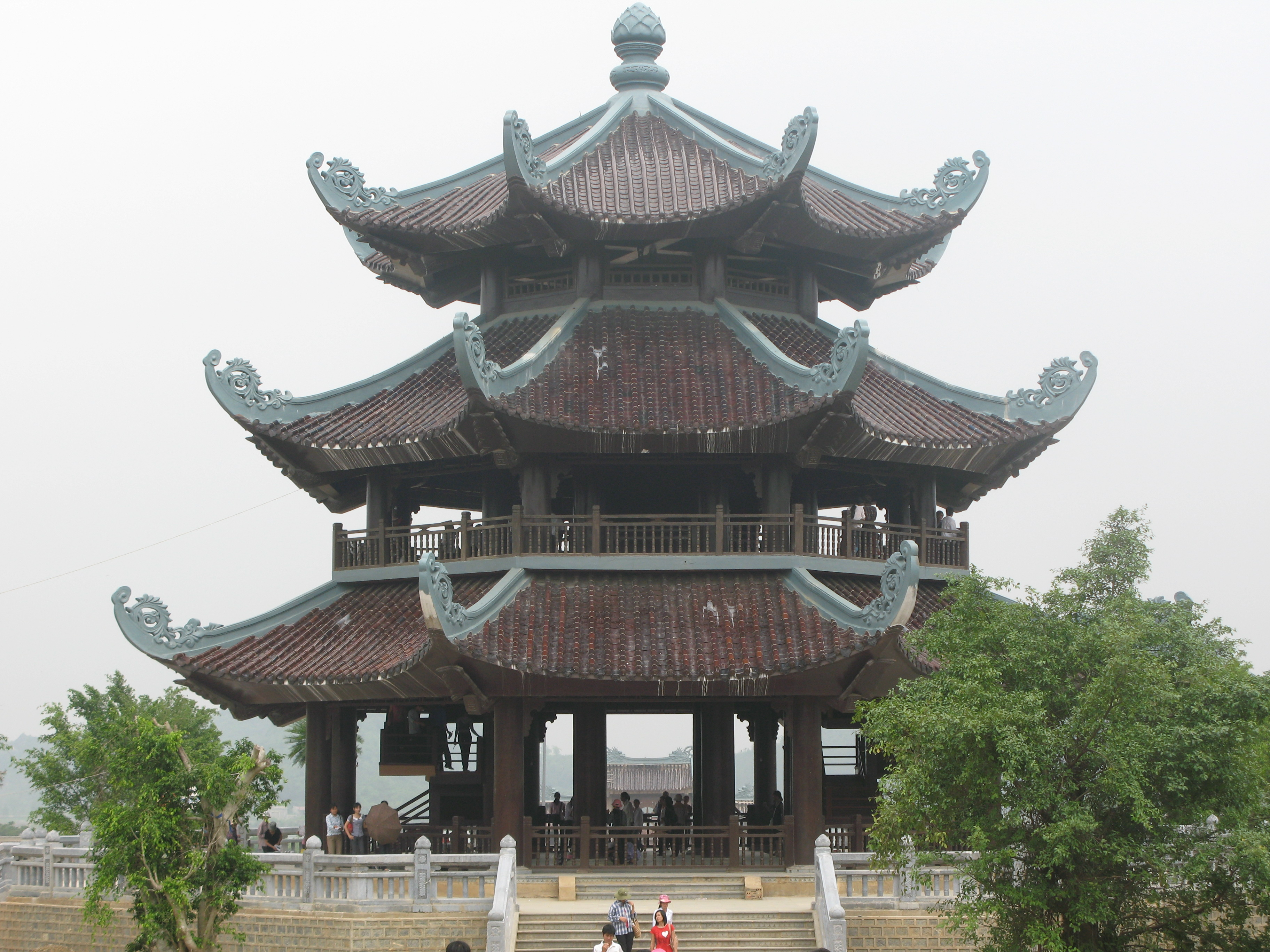
Templo budista Bai Dinh, na província de Ninh Binh.

Durante grande parte da história vietnamita, o budismo mahayana, o taoísmo e o confucionismo têm sido as religiões predominantes, influenciando fortemente a cultura nacional. Cerca de 85% dos vietnamitas se identificam com o budismo, embora a prática da religião não seja regular. De acordo com o Instituto de Estatísticas Gerais do Vietnã, em abril de 2009, 6,8 milhões de vietnamitas (ou 7,9% da população total) são budistas; 5,7 milhões (6,6%) são católicos; 1,4 milhão (1,7%) são adeptos do Hòa Hảo; 0,8 milhão (0,9%) praticam o Cao Đài e 0,7 milhão (0,9%) são protestantes. No total, 15 651 467 vietnamitas (18,2%) são formalmente registrados em uma religião. De acordo com o censo de 2009, enquanto mais de 10 milhões de pessoas eram seguidoras das Três Joias do budismo, a grande maioria dos vietnamitas mostram-se adeptos de cultos e práticas ancestrais. De acordo com um relatório de 2007, 81% dos vietnamitas afirmam serem ateus ou sem religião, um dos maiores percentuais no mundo.
Cerca de 8% da população é cristã, num total de cerca de seis milhões de católicos romanos e menos de um milhão de protestantes, de acordo com o censo de 2007. O cristianismo foi introduzido no Vietnã por comerciantes portugueses e neerlandeses, nos séculos XVI e XVII, e foi ainda mais propagado por missionários franceses, nos séculos XIX e XX e, em menor medida, pelos missionários protestantes americanos durante a Guerra do Vietnã, em grande parte entre os montanheses do sul do Vietnã. As maiores igrejas protestantes são a Igreja Evangélica do Vietnã e a Igreja Evangélica dos Montanheses. Dois terços dos protestantes do Vietnã são supostamente membros de minorias étnicas. A Igreja Católica Romana está oficialmente proibida, e somente organizações católicas controladas pelo governo são permitidas. No entanto, o Vaticano tentou negociar a abertura de relações diplomáticas com o Vietnã nos últimos anos.

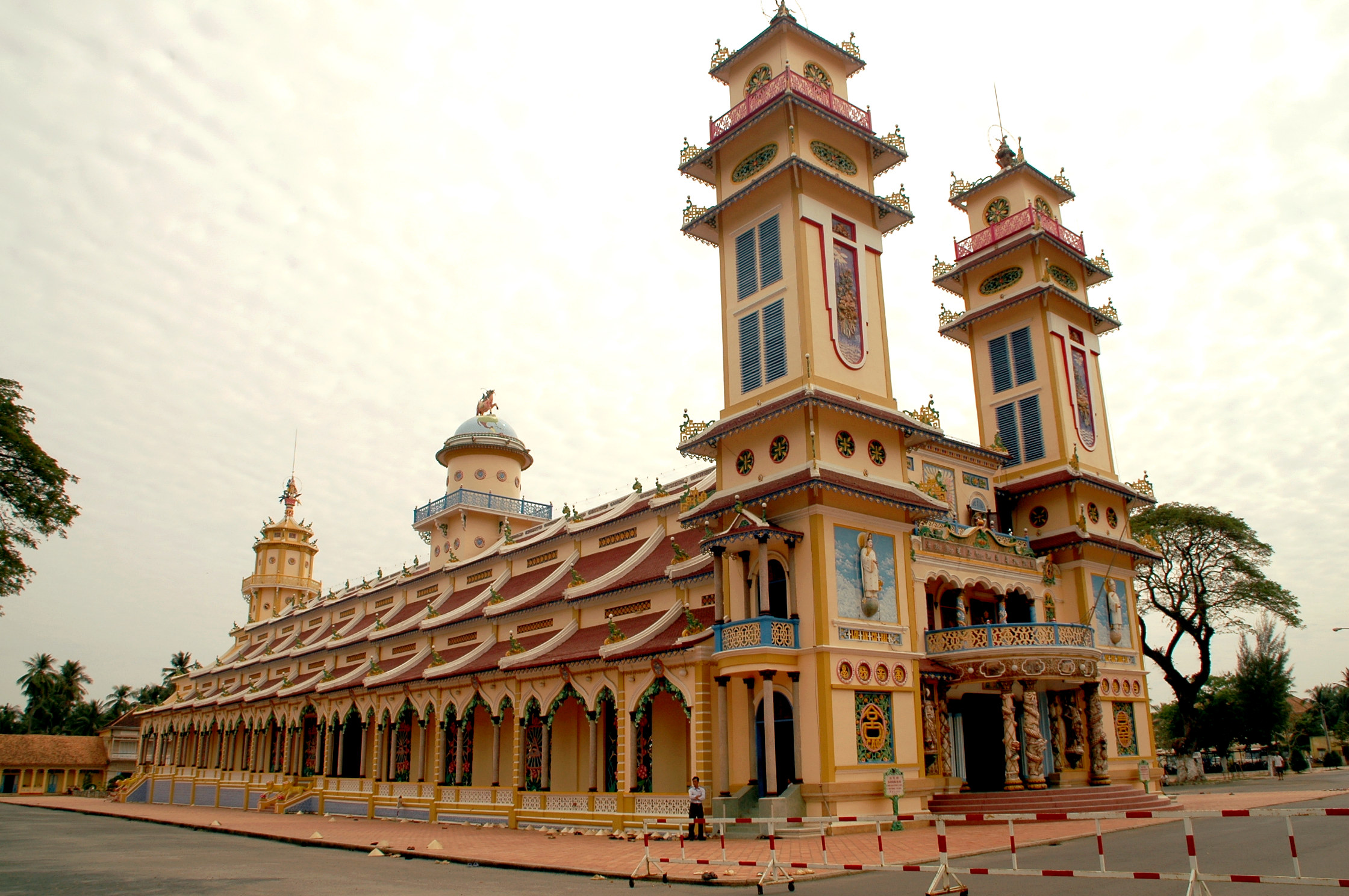
Principal templo Cao Đài na cidade de Tây Ninh.

Várias outras religiões minoritárias estão presentes no país. Cerca de 3% da população é adepta do Cao Đài, uma religião sincrética moderna cujos seguidores estão, em grande parte, concentrados na província de Tay Ninh. O Islamismo é praticado principalmente pela minoria étnica cham, embora haja também alguns adeptos vietnamitas no sudoeste. No total, existem cerca de 70 mil muçulmanos sunitas no Vietnã, enquanto outros 50 mil são hindus e um pequeno número de bahá'ís.
O governo vietnamita rejeita as alegações de que não permite a liberdade religiosa. A posição oficial do Estado sobre a religião é de que todos os cidadãos são livres para seguir suas crenças, e que todas as religiões são iguais perante a Lei. No entanto, somente as organizações religiosas aprovadas pelo governo possuem permissão para a atuação no país.

### Idiomas
A língua oficial do Vietnã é o vietnamita (Tiếng Việt), uma língua tonal mon-khmer que é falada pela maioria da população, ensinada nas escolas e usada na administração governamental. Ao longo de sua história, a escrita vietnamita usou caracteres chineses. No século XIII, os vietnamitas desenvolveram seu próprio conjunto de caracteres, conhecidos como Chu Nom. O épico poema popular Truyen Kieu (também conhecido como "Conto de Kieu", ou originalmente Đoạn Trường Tân Thanh) de Nguyen Du, foi uma das manifestações escritas do Chu Nom. Quốc ngữ, o alfabeto vietnamita romanizado, foi desenvolvido no século XVII pelo jesuíta francês Alexandre de Rhodes, com vários outros missionários católicos. O quốc ngữ tornou-se muito popular e serviu como forma de alfabetização para as massas vietnamitas durante o período colonial francês.
Os grupos étnicos minoritários do Vietnã falam uma variedade de línguas, incluindo o tày, o muong, o cham, o khmer, o chinês, o nung e o hmong. Os povos que vivem nas montanhas do Planalto Central também falam várias línguas distintas. Há uma variedade de línguas de sinais no Vietnã, sendo que elas são distintas entre si. As mais notáveis são as línguas de sinais de Hanói, da Cidade de Ho Chi Minh e de Haiphong. Existem tentativas para desenvolver uma língua-padrão nacional, a Língua de Sinais Vietnamita.
A língua francesa, um legado do domínio colonial, é falada por muitos vietnamitas como segunda língua, especialmente entre aqueles educados no antigo Vietnã do Sul, onde o francês era a principal língua de administração, educação e comércio. O Vietnã continua a ser um membro de pleno direito da Francofonia e o francês, ao lado do inglês, ainda é abordado em algumas instituições de educação. Em menor escala, durante a Guerra Fria, algumas famílias vietnamitas tiveram contato com as línguas russa, alemã, checa e polaca, devido aos laços do país com o bloco soviético à época. Nos últimos anos, com o Vietnã aumentando o contato com as nações ocidentais, o inglês tornou-se mais popular como uma segunda língua. O estudo do inglês é, agora, obrigatório na maioria das escolas, muitas vezes ao lado do francês ou, em muitos casos, substituindo-o. Outros idiomas, como o japonês, o chinês, o coreano e o tailandês, também têm crescido em popularidade devido ao fortalecimento diplomático das relações do país com outras nações do Leste e Sudeste Asiático.

## Governo e política

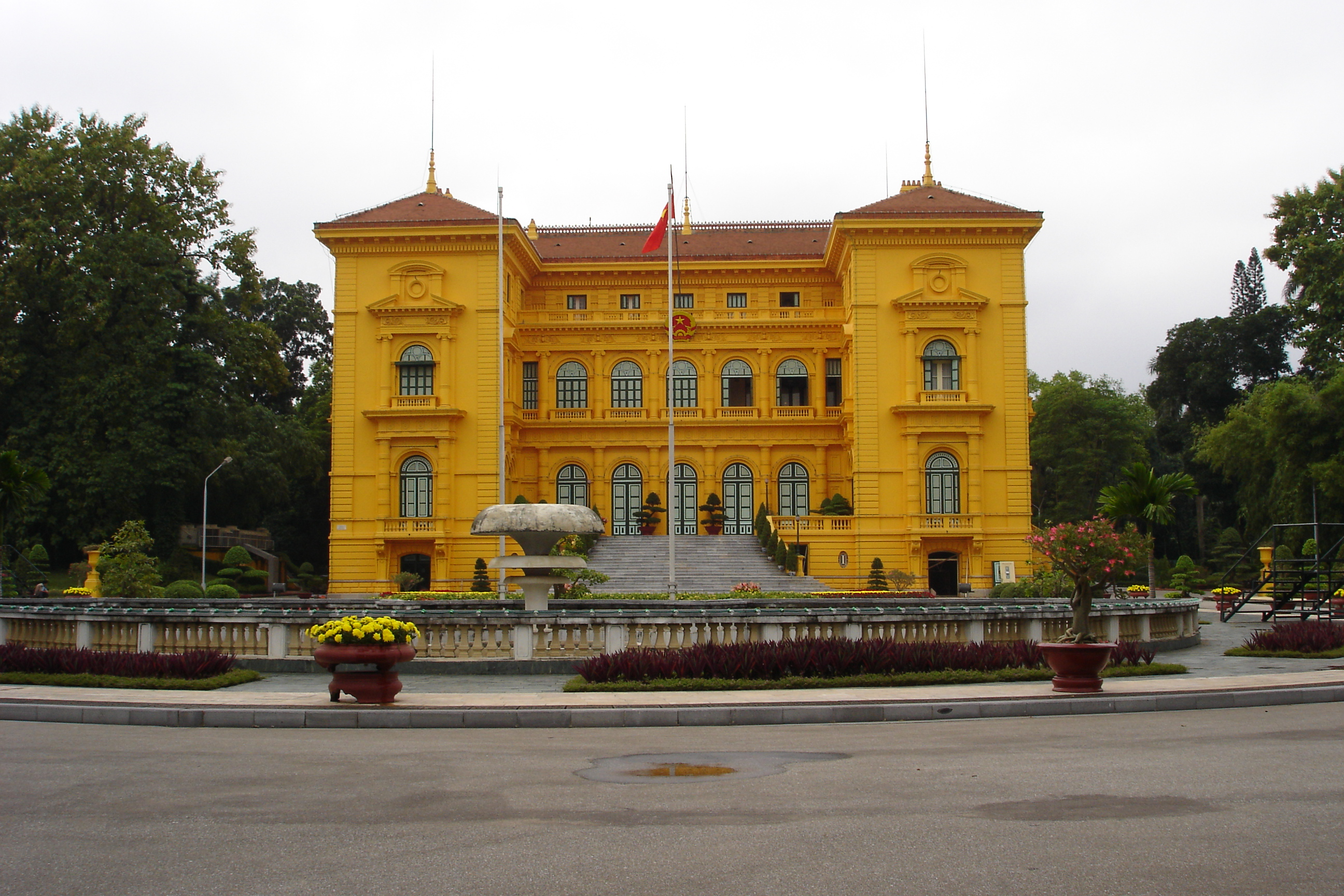
O Palácio Presidencial, em Hanói, o antigo Palácio do Governador-Geral da Indochina francesa.

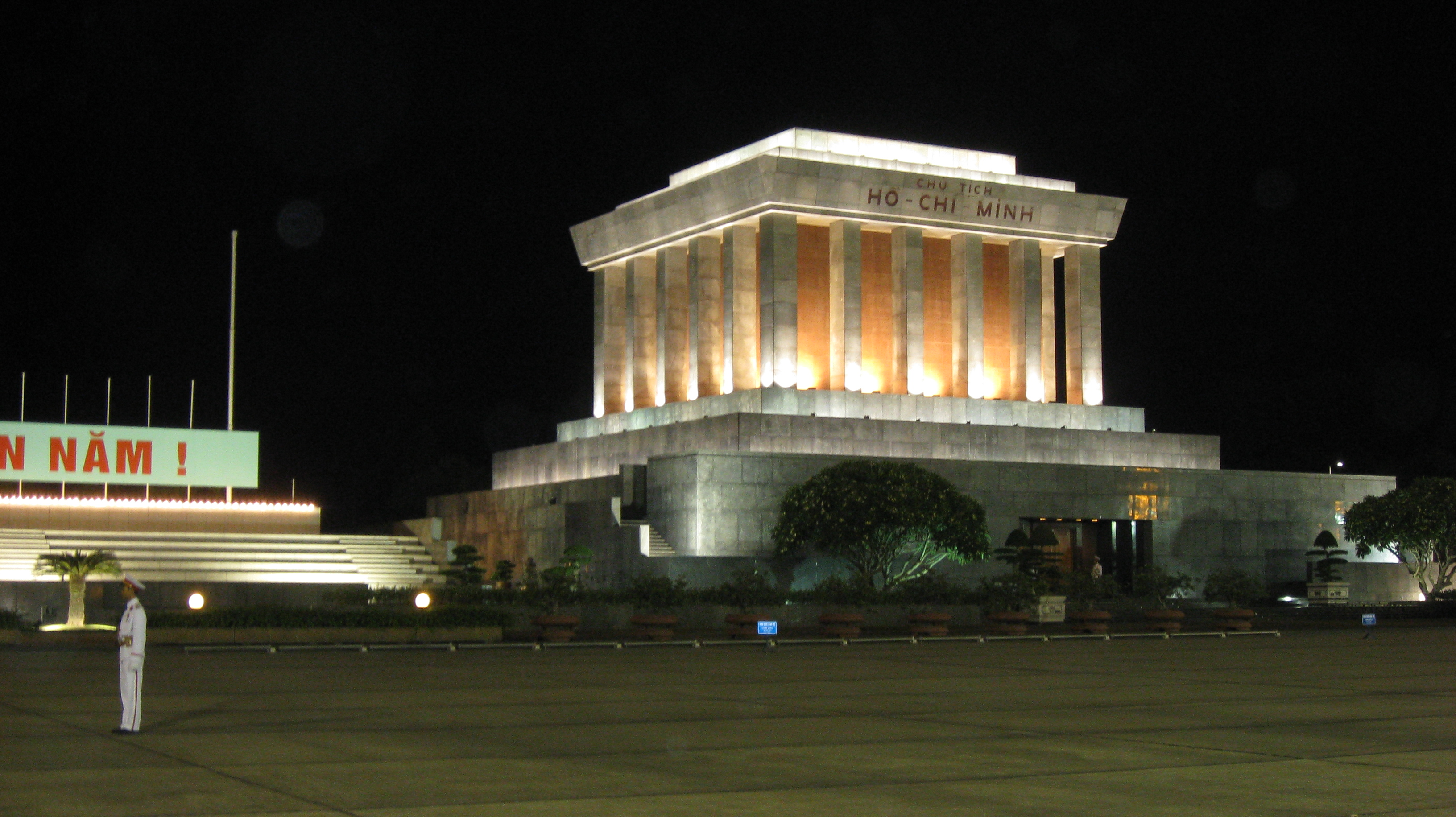
O Mausoléu de Ho Chi Minh em Hanói.

A República Socialista do Vietnã, juntamente com a República Popular da China, a República Popular Democrática da Coreia, República de Cuba e República Democrática Popular do Laos, é um dos cinco países socialistas do mundo de partido único, defendendo oficialmente o comunismo. A sua constituição atual, que substituiu a constituição de 1975 em abril de 1992, afirma o papel central do Partido Comunista do Vietnã, em todos os órgãos do governo, política e sociedade. O secretário-geral do Partido Comunista realiza inúmeras funções administrativas e executivas importantes, controlando organizações estaduais e compromissos nacionais do partido, bem como a definição de políticas. Somente organizações políticas afiliadas ou endossadas pelo Partido Comunista do país estão autorizadas a disputar eleições no Vietnã. Estes incluem a Frente Patriótica Vietnamita e sindicatos de trabalhadores. Embora o Estado continue a estar oficialmente comprometido com o socialismo como o seu credo define, suas políticas econômicas têm crescido cada vez mais capitalistas.
O Congresso, sob a Constituição, é o mais alto órgão representativo do povo, os corpos mais elevados da República Socialista do Vietnã. O Congresso é o único organismo com constitucionais poderes legislativos. A missão da Assembleia Nacional é monitorar e decidir a política de base interna e externa, a tarefa da economia, relações sociais, defesa e segurança e os princípios fundamentais do aparelho do Estado.
O Presidente do Vietnã é o chefe titular de Estado e o comandante-chefe nominal dos militares, servindo como Presidente do Conselho Supremo de Defesa e Segurança. O primeiro-ministro do Vietnã é o chefe de governo, presidindo a um conselho de ministros composto por três vice-primeiros-ministros e pelos chefes de 26 ministérios e comissões.
A Assembleia Nacional do Vietnã é o órgão legislativo unicameral do país, composto por 498 membros. Chefiada por um presidente, que é hierarquicamente superior aos chefes do poder Executivo e Judiciário, com todos os ministros do governo sendo nomeados por membros da Assembleia Nacional. O Tribunal Popular Supremo do Vietnã, chefiado por um Chefe de Justiça (Procurador-Geral, em português europeu), é o mais alto tribunal de apelação do país, embora ele também seja responsável perante a Assembleia Nacional. Sob o Tribunal Popular Supremo, estão os tribunais municipais e provinciais e vários tribunais locais. Os tribunais militares possuem foro especial em matéria de segurança nacional.

### Forças armadas

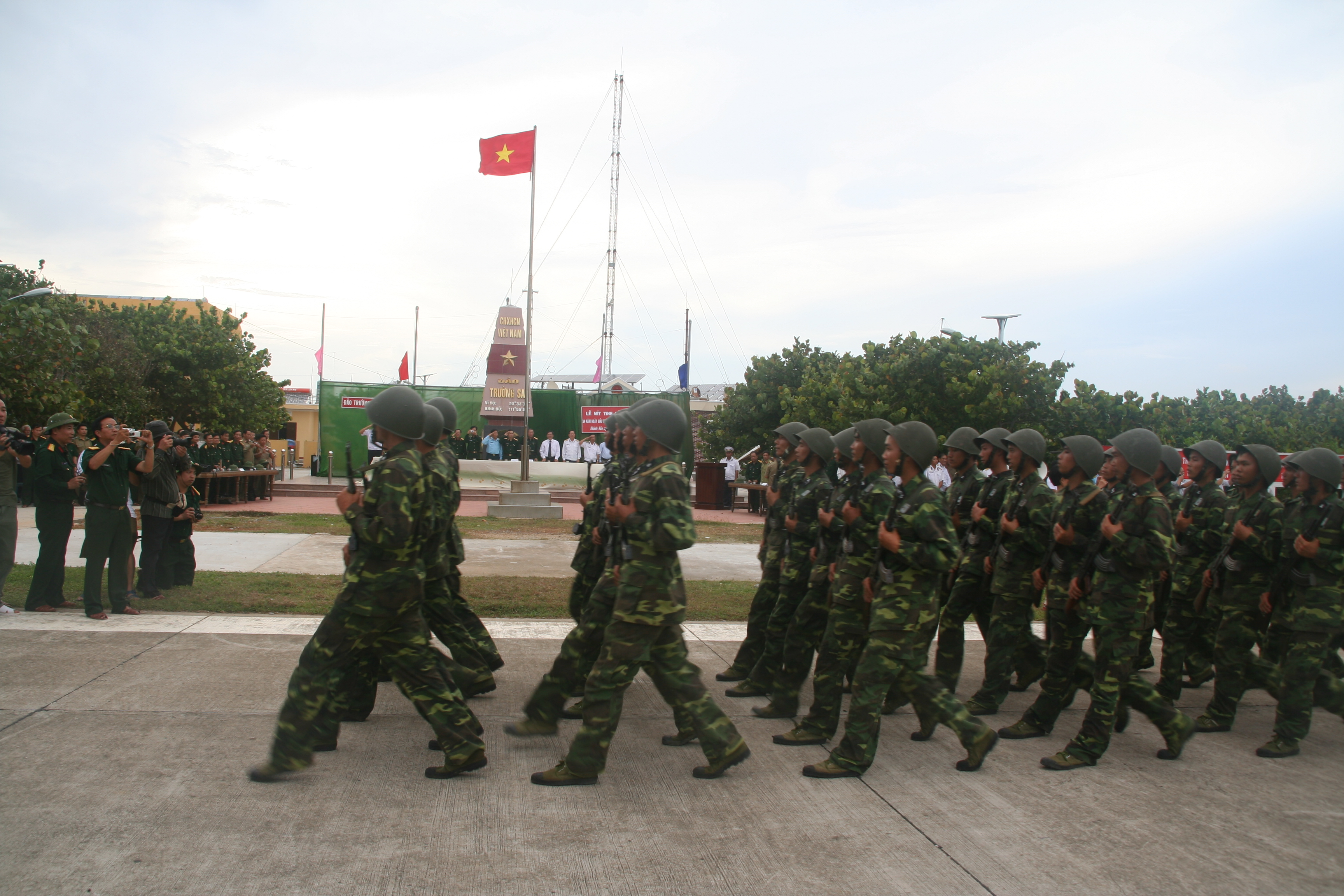
Tropas vietnamitas nas disputadas ilhas Spratly, em 2009.

As Forças Armadas Populares do Vietnã consistem no Exército do Povo do Vietnã, na Segurança Pública do Povo do Vietnã e na Força de Defesa Civil do Vietnã. "Exército Popular" é o nome oficial dos militares ativos do país e essas forças estão subdivididas nas Forças Terrestres, na Marinha do Vietnã, na Força Aérea, nas Forças de Fronteira e na Guarda Costeira do Vietnã. As forças armadas nacionais têm um cerca de 450 mil soldados na ativa, mas a sua força total, incluindo as forças paramilitares, pode chegar a 5 000 000 militares ativos. Em 2011, as despesas militares do Vietnã totalizaram cerca de 2,48 bilhões* de dólares, o equivalente a cerca de 2,5% do seu produto interno bruto de 2010.

### Política externa
Ao longo de sua história, o Vietnã manteve relações diplomáticas com diversos países, principalmente com a China, seu país vizinho, de cujo império o país fez parte. Os princípios de soberania vietnamita e a insistência na independência foram estabelecidos em inúmeros documentos ao longo dos séculos, como no poema patriótico Nam Quoc Son Ha, originário do século XI, e a proclamação da independência Bình Ngô đại Cao, datada de 1428. Embora a China e o Vietnã, nos dias atuais, estejam formalmente em paz, significativas tensões territoriais permanecem entre os dois países.

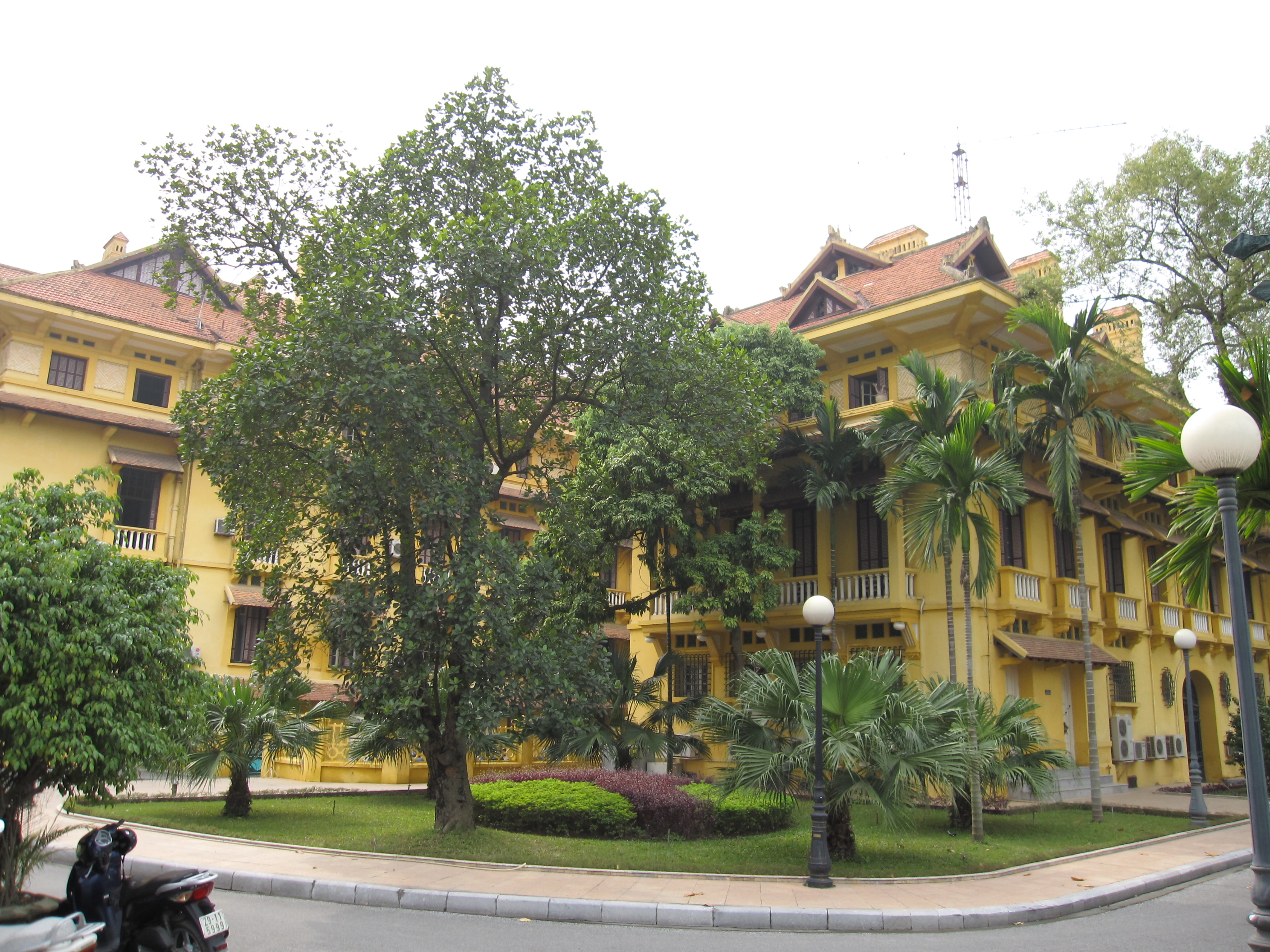
Sede do Ministério das Relações Exteriores do Vietnã

Atualmente, a declaração de missão formal da política externa vietnamita é: "Implementar de forma consistente a linha de política externa de independência, autoconfiança, paz, cooperação e desenvolvimento, a política externa de abertura e diversificação e multilateralização de relações internacionais de forma proativa. Se engajar ativamente na integração econômica internacional, expandindo a cooperação internacional em outros campos". O país declara-se "um amigo e parceiro de confiança de todos os países da comunidade internacional, a participar ativamente nos processos de cooperação internacional e regional".
O país possui participação em 63 organizações internacionais, incluindo a Organização das Nações Unidas (ONU), a Associação de Nações do Sudeste Asiático (ASEAN), o Movimento Não Alinhado (MNA), a Organização Internacional da Francofonia (OIF) e a Organização Mundial do Comércio (OMC). Além destas, é membro de cerca de 650 organizações não governamentais.
Até fevereiro de 2015, o Vietnã havia estabelecido relações diplomáticas com 178 países, incluindo os Estados Unidos, que passaram a ter relações normalizadas com o país em 12 de julho de 1995. O primeiro país a estabelecer relações diplomáticas com o Vietnã foi a República Popular da China, em 18 de janeiro de 1950, seguido da Coreia do Norte e da República Checa, em 31 de janeiro e 2 de fevereiro de 1950, respectivamente. Na África, foi com a Argélia que o país estabeleceu sua primeira relação diplomática no continente, em 28 de outubro de 1962. A Guiana foi o primeiro país americano a formalizar relações com o país, sendo que na Oceania essa ação deu-se primeiramente com a Austrália, em 26 de fevereiro de 1973. Entre os países lusófonos, as relações diplomáticas entre o Vietnã e Portugal deram início em 1 de julho de 1975 e, com o Brasil, em 8 de maio de 1989.

## Subdivisões

### Províncias
O país é subdividido em 58 províncias e 5 municipalidades, que são cidades com estatuto de província. O Vietnã divide-se, ainda, em 8 regiões, que agrupam as 63 províncias e municipalidades do país. As regiões não possuem fins administrativos, apenas econômicos e estatísticos.
As 5 cidades com estatuto de província são: Can Tho, a Cidade de Ho Chi Minh, Da Nang, Haiphong e Hanói. Entre as cidades com estatuto de província, a mais populosa é a Cidade de Ho Chi Minh, com seus 7,8 milhões de habitantes, e a menos populosa é Da Nang, na região central do país, com quase 1 milhão de habitantes. Na questão de área territorial, Hanói é a cidade com estatuto de província que apresenta maior área territorial, com 3 323,6 km², sendo que Da Nang é a com menor território, com seus 1 285,4 km².
| Delta do Rio Vermelho Bắc Ninh Hà Nam Hải Dương Hưng Yên Nam Định Ninh Bình Thái Bình Vĩnh Phúc Hanói (municipalidade) Hai Phong (municipalidade) | Nordeste Bắc Giang Bắc Kạn Cao Bằng Hà Giang Lạng Sơn Lào Cai Phú Thọ Quảng Ninh Thái Nguyên Tuyên Quang Yên Bái    | Noroeste Điện Biên Hòa Bình Lai Châu Sơn La                                                            | Costa do Centro-Norte Hà Tĩnh Nghệ An Quảng Bình Quảng Trị Thanh Hóa Thừa Thiên–Huế                                                                          |
| Terras Altas do Centro Đắk Lắk Đắk Nông Gia Lai Kon Tum Lâm Đồng                                                                                  | Costa do Centro-Sul Bình Định Bình Thuận Khánh Hòa Ninh Thuận Phú Yên Quảng Nam Quảng Ngãi Da Nang (municipalidade) | Sudeste Bà Rịa–Vũng Tàu Bình Dương Bình Phước Đồng Nai Tây Ninh Cidade de Ho Chi Minh (municipalidade) | Delta do Rio Mekong An Giang Bạc Liêu Bến Tre Cà Mau Đồng Tháp Hậu Giang Kiên Giang Long An Sóc Trăng Tiền Giang Trà Vinh Vĩnh Long Cần Thơ (municipalidade) |

As províncias dividem-se em distritos — chamados de huyện — que, por sua vez, se subdividem em cidades (thị trấn) ou municípios (xã). As cidades com estatuto de província se dividem em distritos rurais e distritos urbanos, que se subdividem em salas (phường).

## Economia

Principais produtos de exportação do Vietnã em 2019.

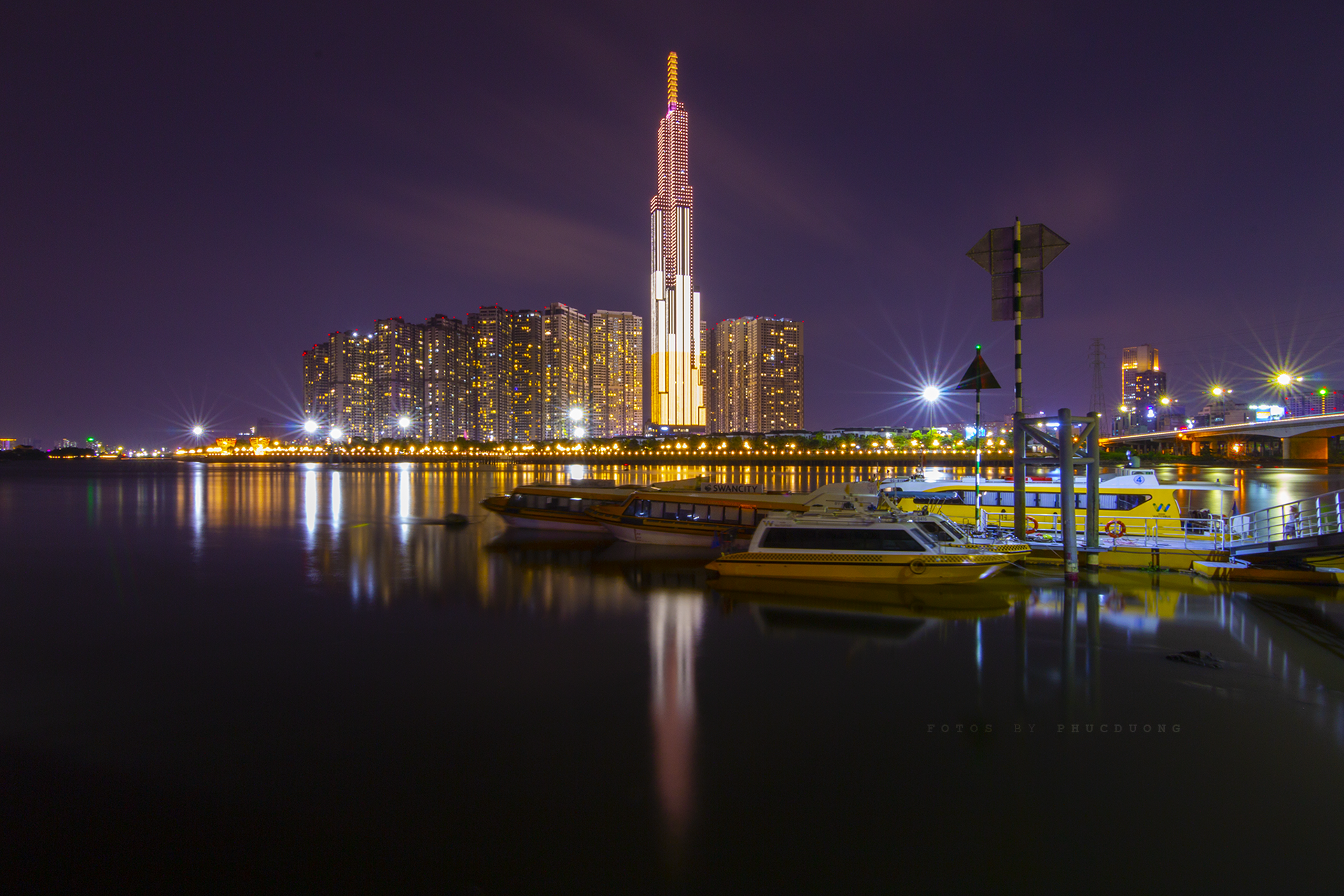
The Landmark 81, o maior arranha-céus do país, com 461,2 metros de altura.

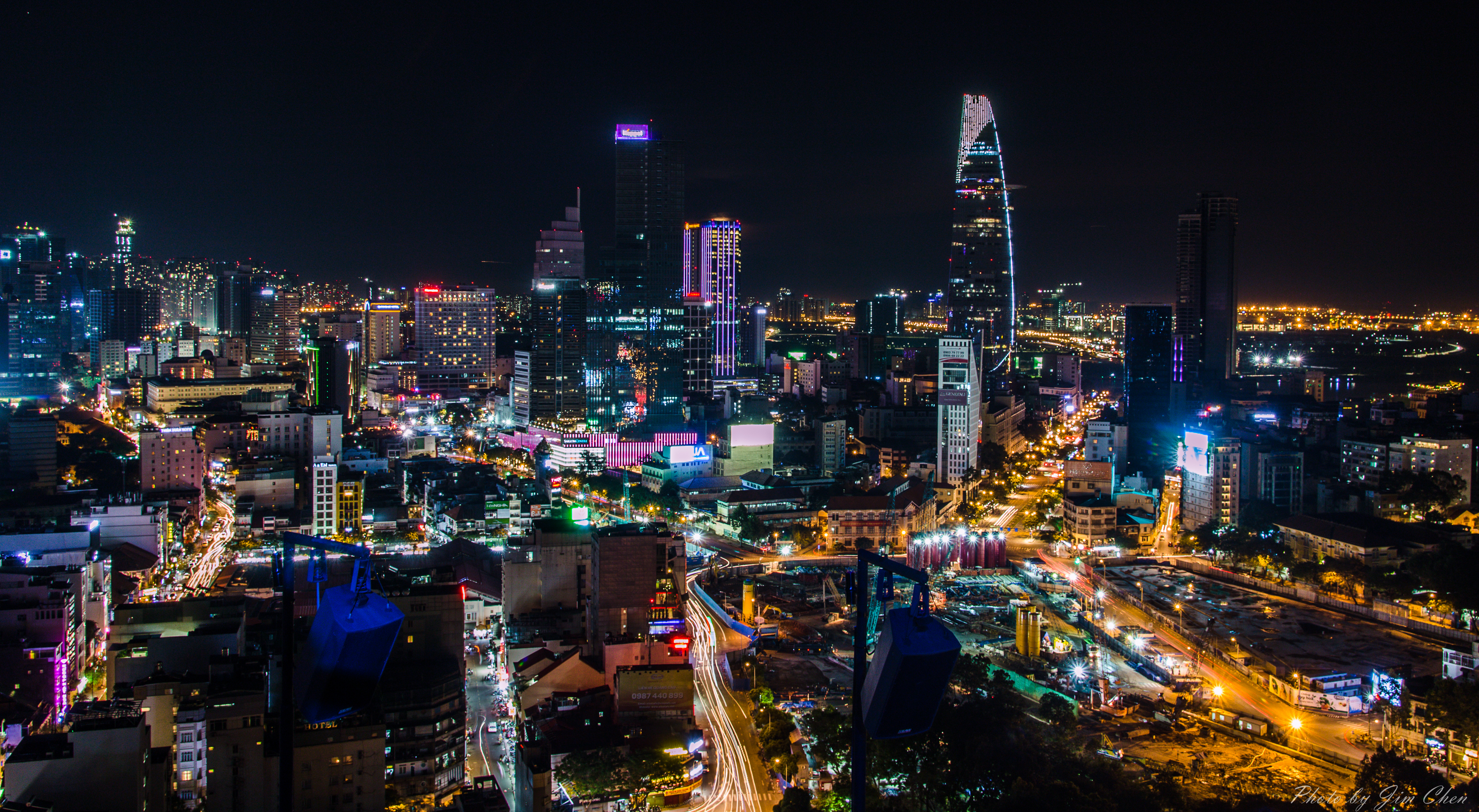
Centro financeiro da Cidade de Ho Chi Minh.

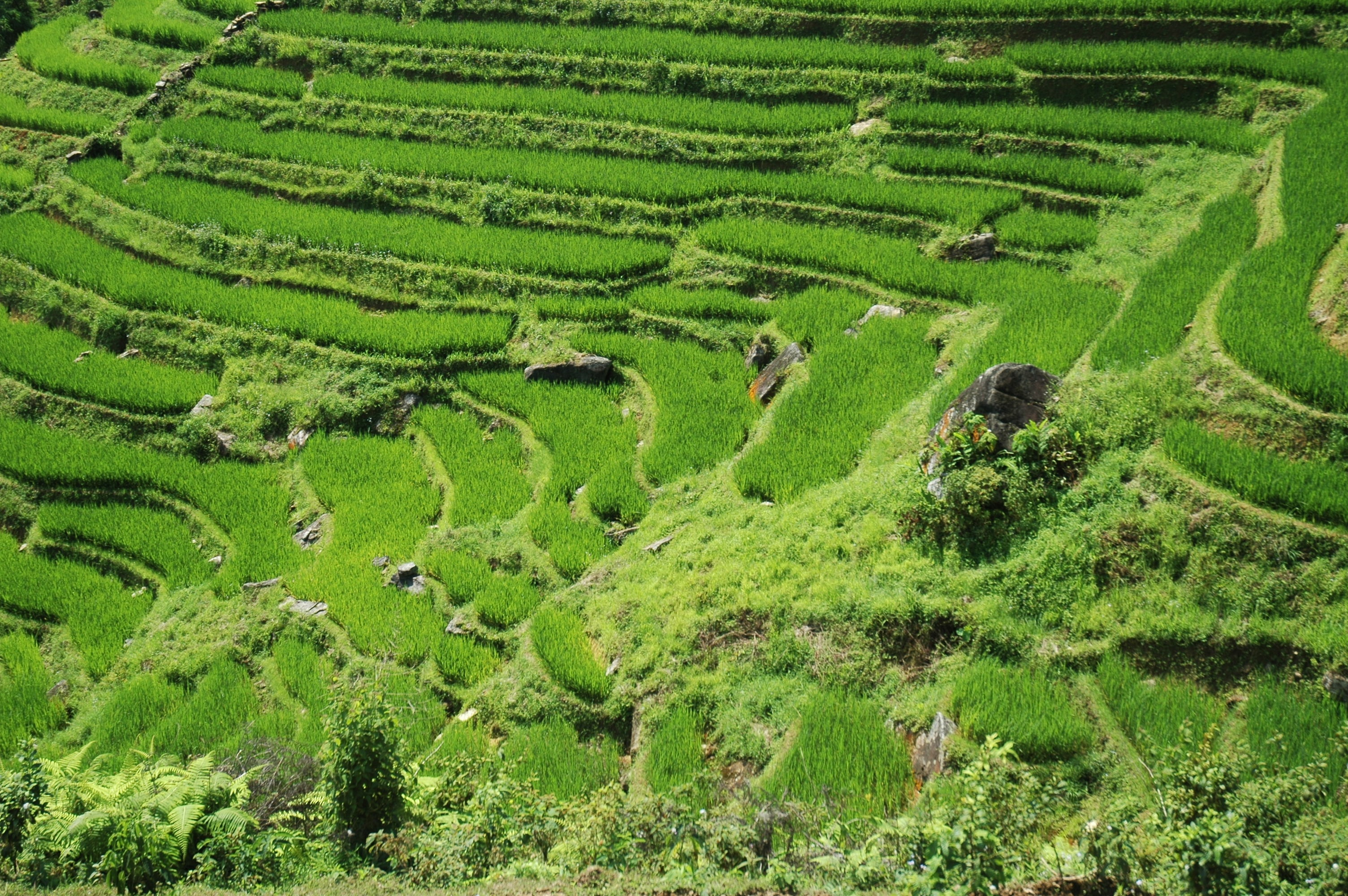
Campo de cultivo de arroz no Vietnã.

A incorporação de uma série de experimentos econômicos comunistas, assim como a redução de subsídios da União Soviética, quase resultou num período de fome na década de 1980. Em 1986, se iniciou o chamado "đối mới", reformas favoráveis ao mercado no estilo chinês. Contudo, a economia vietnamita ainda é relativamente fechada. Em 2000, foi criada a Bolsa de Valores da Cidade de Ho Chi Minh, a maior do país. A Bolsa de Valores de Hanói foi a segunda a ser criada, em março de 2005.
Em 2014, o produto interno bruto (PIB) do Vietnã alcançou 509,466 bilhões* USD, com um PIB per capita de 5 621 USD. Tratando sobre o PIB nominal, foi registrado, no mesmo ano, 187,848 bilhões* USD, e o PIB nominal per capita foi de 2 072 USD. Os dados de ambos são de acordo com o Fundo Monetário Internacional (FMI). Conforme uma previsão de dezembro de 2005, feita pelo Goldman Sachs — um grupo financeiro multinacional — a economia vietnamita vai se tornar a 21.ª maior do mundo por volta de 2025, com um PIB nominal estimado em 436 bilhões* USD e um PIB nominal per capita de 4 357 USD, no mesmo período. Outra previsão, da PricewaterhouseCoopers, datada de 2008, afirma que o Vietnã apresentará o mais rápido crescimento entre as economias emergentes do mundo em 2025, com uma taxa de crescimento potencial de quase 10% ao ano. Em 2012, o HSBC previu que o PIB total do Vietnã ultrapassaria os da Noruega, Singapura e Portugal em 2050. Está listado entre as economias dos "próximos onze".
Entre os países do Sudeste Asiático, foi o Vietnã quem seguramente atingiu a independência política com maiores dificuldades e com altos custos sociais e ambientais. A região a norte do paralelo 17 obteve a independência da França em 1954 e organizou-se como República Democrática. O novo regime exerceu imediatamente um controle direto sobre a economia, nacionalizando as empresas industriais estrangeiras e implantando outras, especialmente nos sectores de base; nos campos, depois das expropriações dos latifúndios e das grandes propriedades, formaram-se primeiro cooperativas e, depois, empresas agrícolas estatais.
A seguir, a república empreendeu, graças às ajudas soviéticas, uma guerra para alcançar a reunificação das províncias do Sul, ainda colónia francesa. Depois da derrota da França, os Estados Unidos, determinados a impedir o avanço do comunismo, envolveram-se cada vez mais no conflito e, a partir de 1965, intensificaram a sua presença no país (fala-se de cerca de meio milhão de soldados no pico máximo da presença bélica, entre homens do exército governamental e forças norte-americanas).
A tecnologia da informação e indústrias de alta tecnologia fazem parte do setor de mais rápido crescimento econômico nacional. Embora o Vietnã seja um recém-chegado na indústria mundial do petróleo, é atualmente o terceiro maior produtor de petróleo no sudeste da Ásia, com uma produção total de 318 mil barris por dia (50 600 m³/dia) em 2011. Em 2010, o Vietnã foi classificado como o 8.º maior produtor de petróleo na região da Ásia e do Pacífico.
A extrema pobreza, definida pela porcentagem da população que vive com menos de 1 dólar por dia, diminuiu significativamente no Vietnã, e a taxa de pobreza relativa é agora menor do que na China, na Índia e nas Filipinas. Este declínio na taxa de pobreza é atribuído, muitas vezes, a políticas econômicas equitativas, destinadas a melhorar os padrões de vida e prevenindo o surgimento de desigualdades no país. Essas políticas têm incluído a distribuição igualitária da terra durante os estágios iniciais do programa "đối moi", o investimento em áreas remotas mais pobres e a subsidiação de educação e saúde. De acordo com o Fundo Monetário Internacional (FMI), a taxa de desemprego no Vietnã situou-se em 4,46% em 2012.
Pelo menos até finais da segunda metade dos anos 1980, o desenvolvimento econômico aconteceu nesta base, fazendo registar um crescimento constante, mas sem acelerações especiais. Nos campos, disponibilizaram-se globalmente 500 000 hectares de terras abandonadas ou danificadas pela guerra; arrotearam-se mais de um milhão de novas terras; introduziram-se maquinarias e fertilizantes.

### Turismo

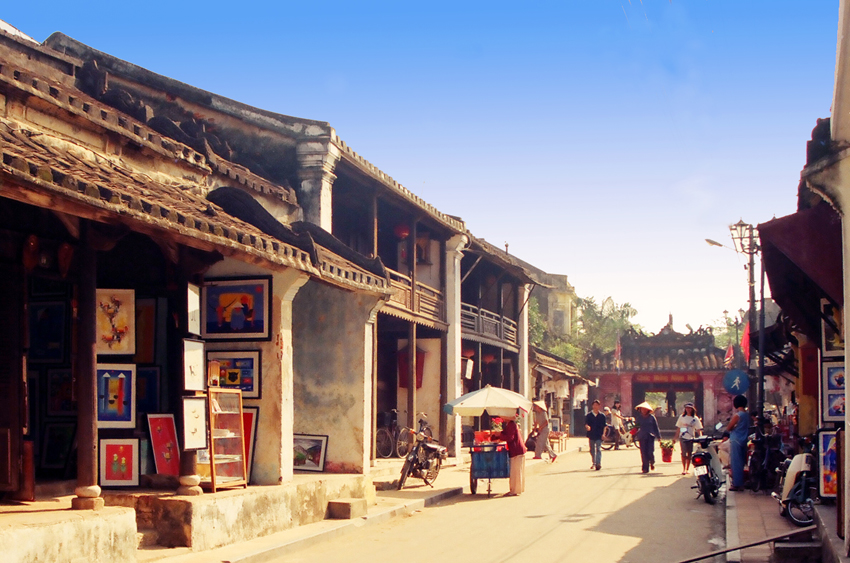
A Cidade Antiga de Hoi An, um dos atrativos turísticos do país e Patrimônio Mundial da UNESCO.

A partir da década de 1990, o Vietnã tornou-se um importante destino turístico, com o setor recebendo um significativo investimento privado, especialmente nas regiões costeiras. Cerca de 7,57 milhões de turistas internacionais visitaram o país em 2013.
Os destinos turísticos mais populares são a antiga capital imperial de Hué, o Parque Nacional de Phong Nha-Kẻ Bàng, Hoi An e o Santuário de Mi-sön, sendo que os três últimos são Patrimônios da Humanidade pela UNESCO. As regiões costeiras, como Nha Trang, as cavernas da baía de Ha Long e o Ngũ Hành Sơn também são atrações de turismo no país. Numerosos projetos turísticos estão em construção, como o complexo turístico de Binh Duong, que possui o maior mar artificial no Sudeste da Ásia.

## Infraestrutura

### Educação

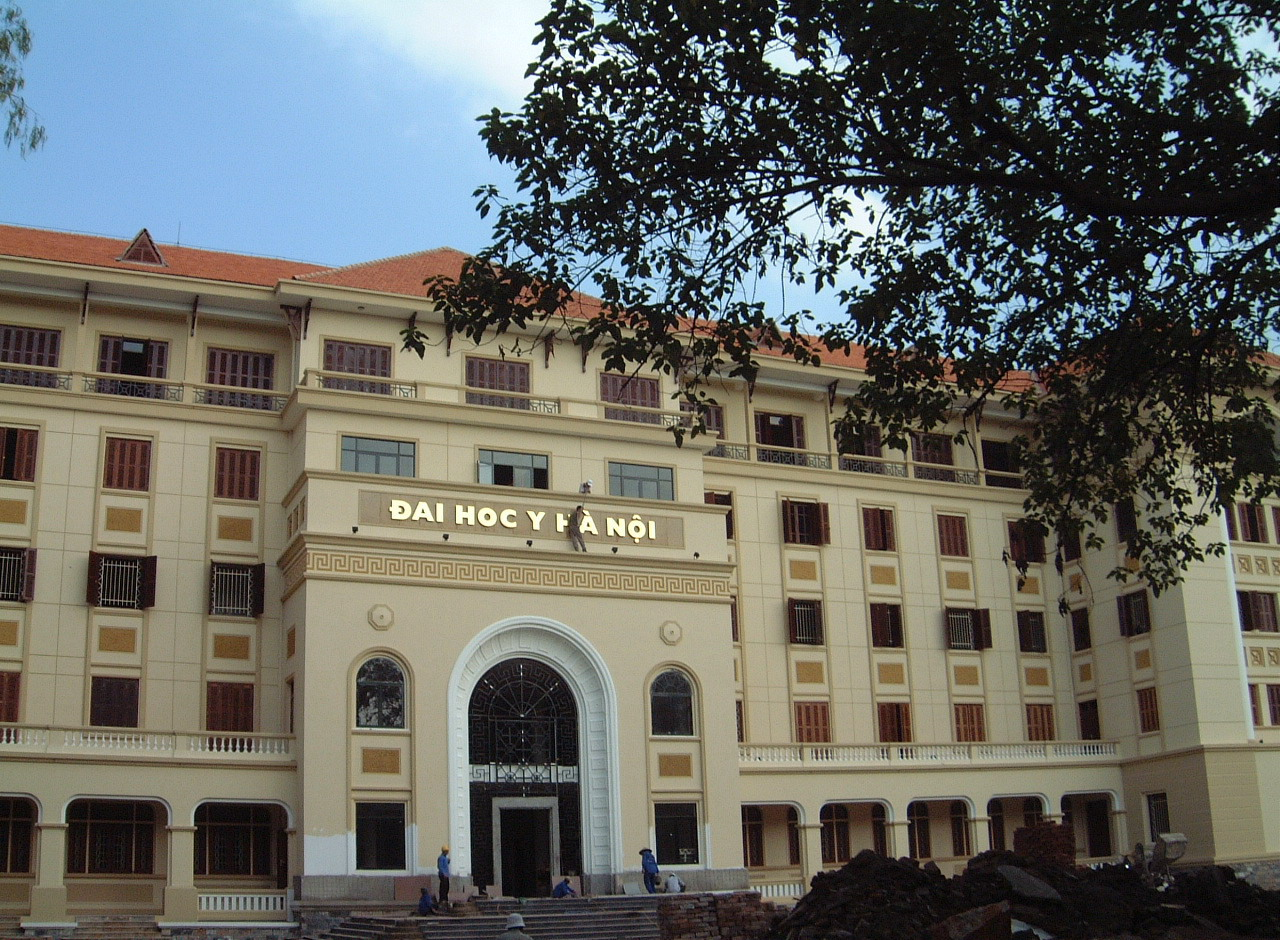
Universidade de Medicina em Hanói

Em 2009, havia 376 instituições de ensino de nível superior, pelo menos uma em quase todas as províncias. Elas abrigavam um total de 1,7 milhão de estudantes. No mesmo ano, o ensino profissional-técnico registrou 1,6 milhão de alunos. A mais antiga universidade do Vietnã é datada de 1076, em Hanói, onde se iniciaram as atividades do Quốc Tu Giam ("Templo da Literatura"), de caráter confucionista. A universidade moderna mais antiga é a Universidade Nacional de Hanói, fundada como Instituto de Universidade Oceânica da China, em 1906, recebendo o estatuto de universidade em 1945. A maior universidade do país é a Universidade Nacional da Cidade de Ho Chi Minh, criada em 1995, através da fusão de várias universidades sediadas na cidade. Em 2007, a universidade tinha mais de 50 000 alunos.
O Vietnã alcançou uma boa posição no Programa Internacional de Avaliação de Alunos (PISA) de 2012, elaborado pela Organização para a Cooperação e Desenvolvimento Económico (OCDE), que avalia estudantes nas áreas de matemática, leitura e ciências. O país ocupou a 17.ª posição entre os 65 países avaliados pela pesquisa, ficando à frente de nações desenvolvidas como a Austrália, o Reino Unido e a Nova Zelândia. Dentre as três áreas avaliadas, a melhor pontuação e posição do Vietnã foi em ciências, onde este atingiu 528 pontos, colocando-se entre os 10 melhores países avaliados, na 8.ª posição. Nas outras duas áreas, matemática e leitura, o país atingiu as pontuações 511 e 508, respectivamente.

### Saúde

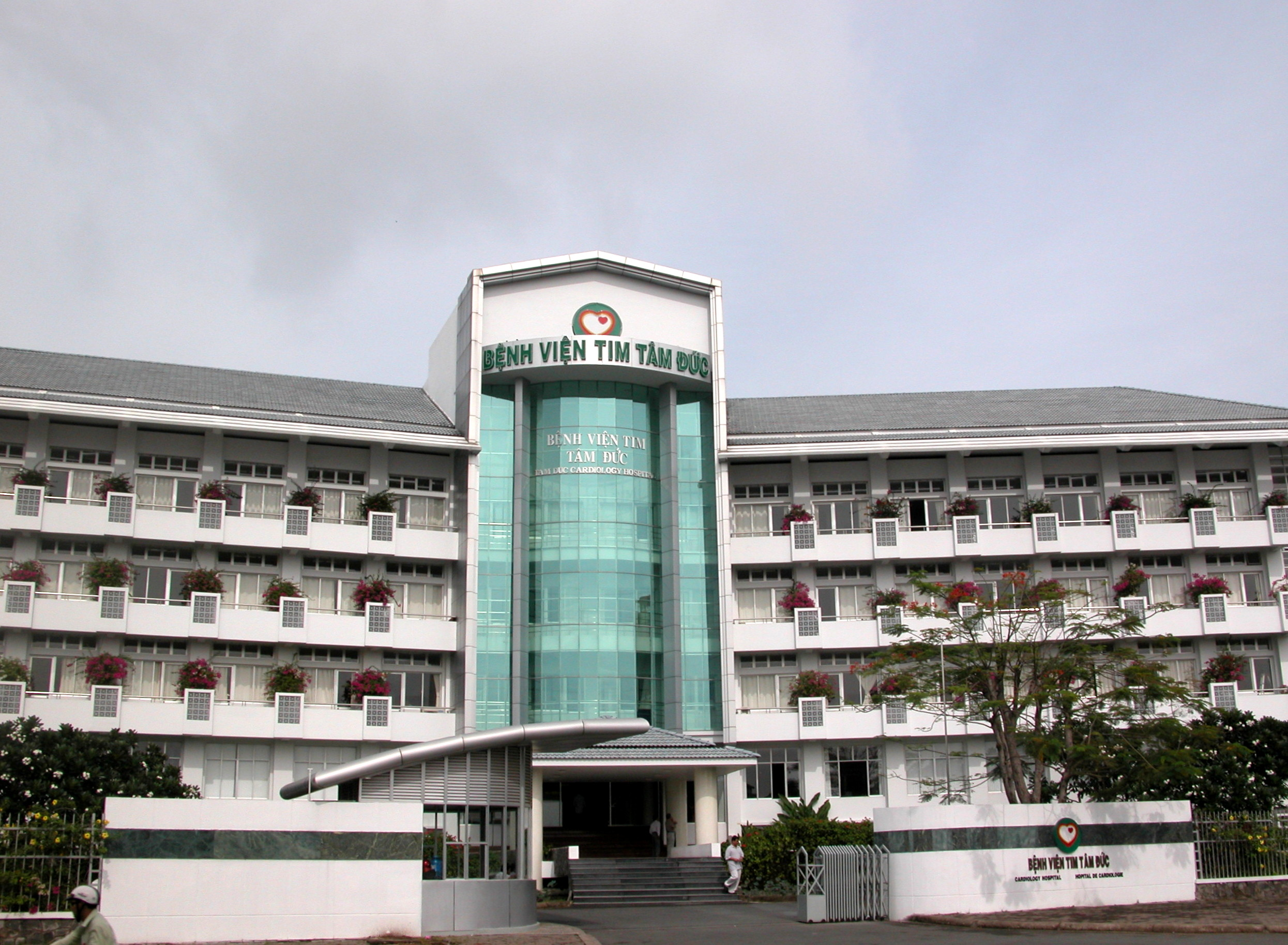
Hospital na Cidade de Ho Chi Minh.

Em 1954, o Vietnã do Norte estabeleceu um sistema de saúde público de caráter descentralizado. Após a reunificação nacional em 1975, um serviço nacional de saúde foi estabelecido. Na década de 1980, a saúde passou a ser administrada apenas pelos governos provinciais, retirando a responsabilidade do governo nacional para as províncias. A medida foi desfeita tempos depois. Em 2000, o Vietnã possuía apenas 250 000 leitos hospitalares, ou 14,8 leitos por 10 mil habitantes, de acordo com o Banco Mundial. O Vietnã tem alcançado progressos no combate à malária, para a qual a taxa de mortalidade diminuiu drasticamente, para cerca de 5% no início de 1990, depois que o país introduziu medicamentos e tratamento contra a doença. No entanto, casos de tuberculose estiveram em ascensão, com 57 mortes por dia relatadas em maio de 2004.
A infraestrutura da saúde do Vietnã, em 2010, era composta por 1 030 hospitais de grande e médio porte, 44 clínicas de repouso e reabilitação e 622 centros de saúde e policlínicas. O número total de leitos no país, no referido ano, era de 246 300. O sistema privado de saúde, em 2010, era formado por 19 895 médicos e farmacêuticos, 14 048 estabelecimentos de saúde de pequeno porte, 7 015 estabelecimentos de grande e médio porte e 5 institutos de saúde.
Em 2014, a esperança de vida no país era de 72,91 anos, sendo 70,44 anos para os homens e 75,66 anos para as mulheres. e a taxa de mortalidade infantil era de 12 por mil nascidos vivos. Até 2009, 85% da população tinha acesso à água potável. No entanto, a desnutrição ainda é comum nas regiões rurais. Em 2001, os gastos do governo em saúde corresponderam a apenas 0,9% do produto interno bruto (PIB) do Vietnã, com subsídios estatais que cobrem apenas cerca de 20% da saúde despesas de cuidados. No fim da década passada, cerca de 14% da população estava em estado de subnutrição. Ainda conforme os dados oficiais, 65% dos domicílios vietnamitas tem acesso à rede sanitária e 92% tem acesso à água potável.

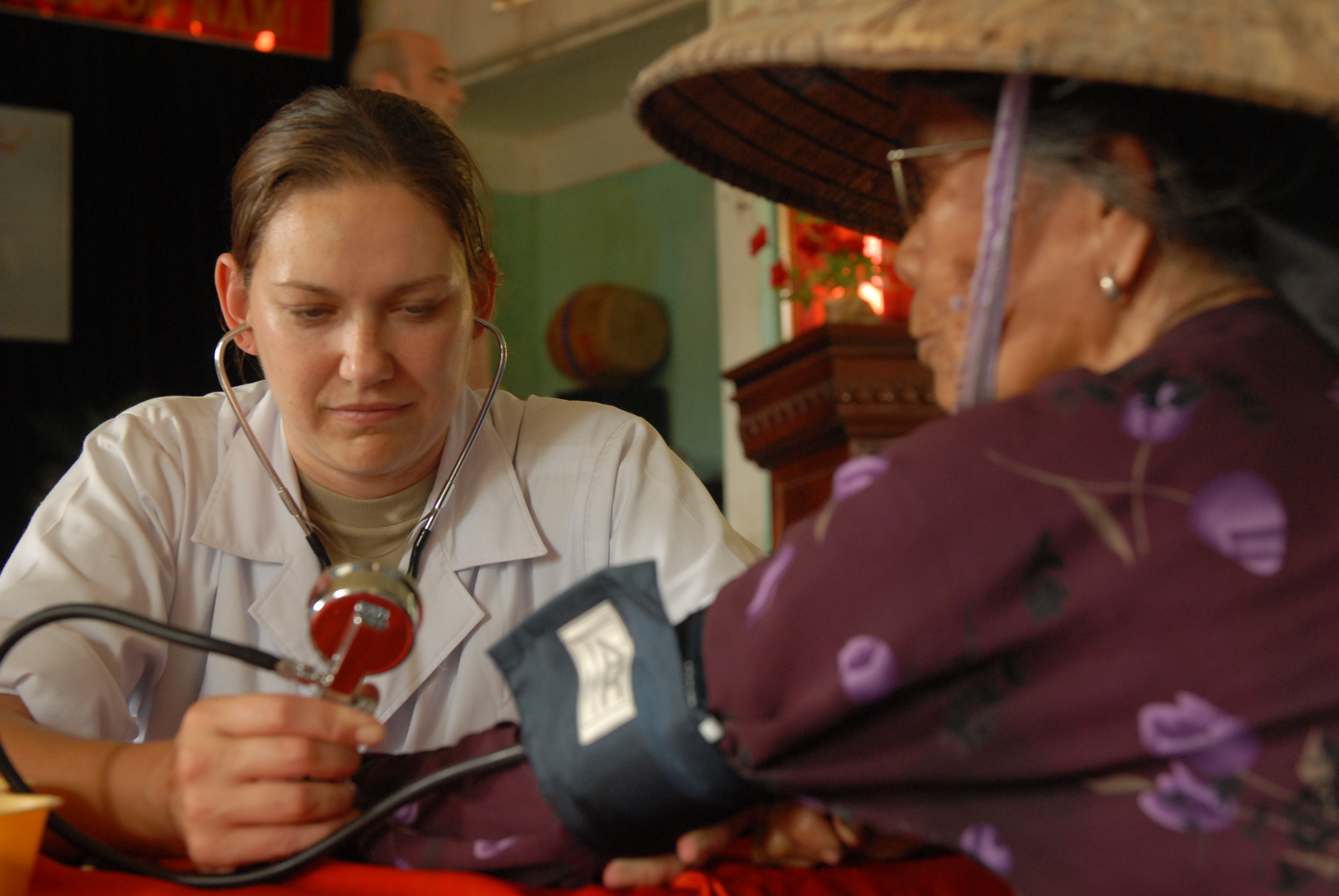
Médica do Exército dos Estados Unidos examina uma paciente em Bac Ninh.

### Transportes

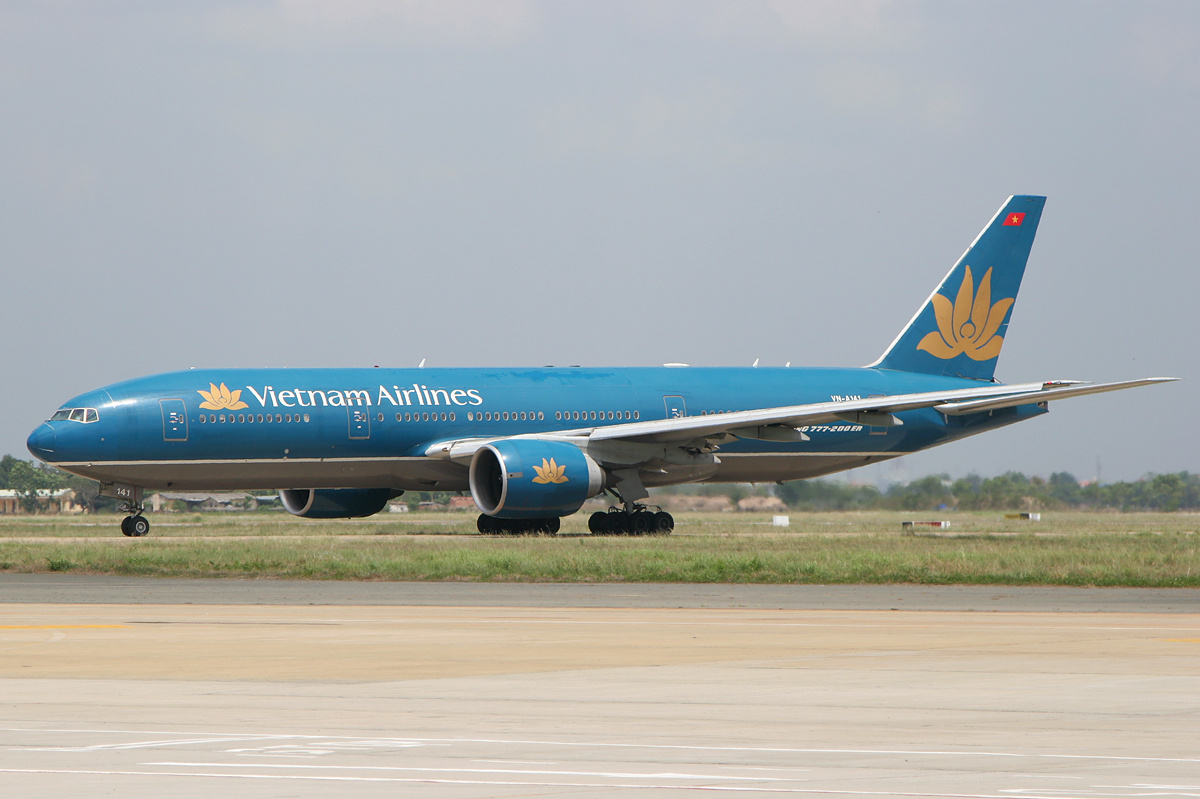
Um Boeing 777 da Vietnam Airlines no Aeroporto Internacional Tan Son Nhat.

Um total de 45 aeroportos estão em funcionamento no Vietnã, sendo o 96.º país no mundo em número de aeroportos ativos. Três deles são de caráter internacional: o Noi Bai, em Hanói, o Aeroporto Internacional de Da Nang, em Da Nang, e o Tan Son Nhat, na Cidade de Ho Chi Minh. Tan Son Nhat é o maior aeroporto do país, detendo 75% do tráfego internacional de passageiros. A Vietnam Airlines, a companhia aérea nacional estatal, mantém uma frota de 69 aeronaves de passageiros, a maior frota aérea do país. Várias companhias aéreas privadas também estão em operação no Vietnã, incluindo a Air Mekong, a Jetstar Pacific Airlines, a VASCO e a VietJet Air.

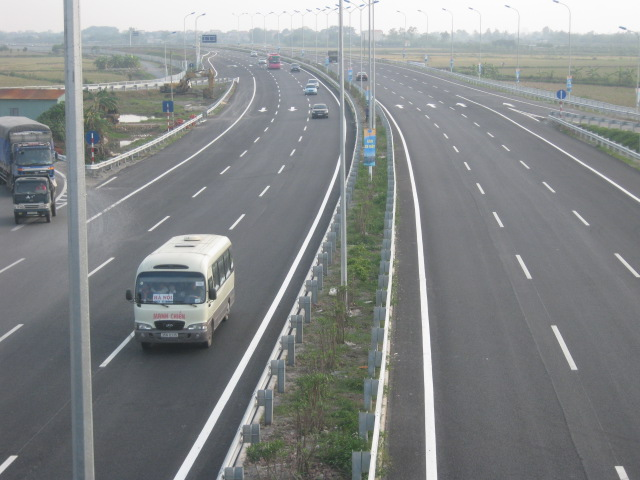
Uma parte da Rodovia Norte-Sul, ligando Cau Gie a Ninh Binh.

A Ferrovia Norte-Sul é a principal linha ferroviária no Vietnã, que vai da Cidade de Ho Chi Minh a Hanói, em uma distância de 1 726 km. A partir de Hanói, linhas ferroviárias ramificam-se para o nordeste, norte e oeste do país, com a linha leste ligando Hanói a Ha Long Bay, a linha norte de Hanói a Thái Nguyên e a linha nordeste de Hanói a Lao Cai. O sistema rodoviário do Vietnã inclui estradas nacionais administrados a nível central; estradas provinciais administradas a nível provincial; estradas distritais sob administração distrital; vias urbanas administradas por cidades e vilas e as estradas da comuna, sob responsabilidade de gestão a nível comunal. As bicicletas, motonetas e motocicletas continuam a ser as mais populares formas de transporte rodoviário nas áreas urbanas do Vietnã, embora o número de veículos de propriedade privada também esteja em ascensão, especialmente nas grandes cidades. Os ônibus (autocarros, em português europeu) públicos operados por empresas privadas são o principal meio de transporte de longa distância para grande parte da população vietnamita. O congestionamento do tráfego é um problema recorrente em grandes cidades, como Hanói e a Cidade de Ho Chi Minh. De acordo com dados de 2011, em média, trinta pessoas são mortas diariamente em acidentes de trânsito no país, um dos maiores índices no mundo.
Como um país costeiro, O Vietnã tem muitos portos marítimos, incluindo os portos de Cam Ranh, Da Nang, Haiphong, Ho Chi Minh, Hong Gai, Qui Nhon, Vung Tau e Nha Trang. No interior do país, a extensa rede hidrográfica desempenha um papel fundamental no transporte rural, com mais de 17 700 km navegáveis, que são utilizados por barcaças e táxis aquáticos. Os deltas dos rios Mekong e Vermelho são importantes para o transporte no sul do Vietnã, haja vista que boa parte da população do país vive próxima aos mesmos. No mar da China Meridional, o Vietnã controla a maioria das ilhas disputadas, como as Spratly, que são motivo de divergências de longa data com a China e outras nações vizinhas.

### Ciência e tecnologia

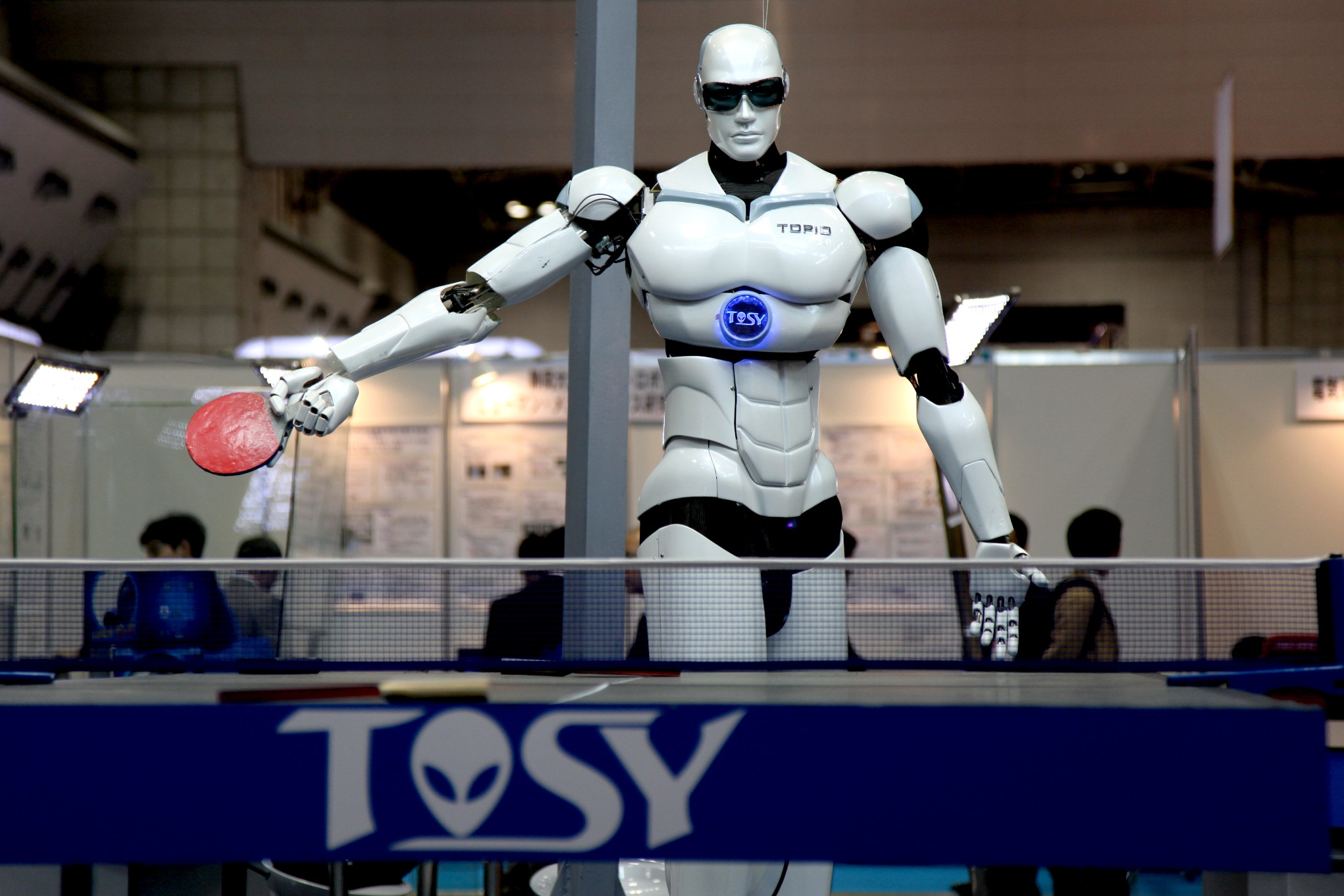
Robô humanoide TOPIO 3.0, da TOSY Robotics, sediada em Hanói.

Durante a era dinástica, estudiosos vietnamitas desenvolveram muitas áreas acadêmicas, principalmente as ciências sociais e humanas. O país possui um legado milenar de profundidade de histórias de análise, como a Đại Việt sử ký toàn thư, de Ngô Si Liên. Monges vietnamitas, liderados pelo Imperador Trần Nhân Tông, desenvolveram o ramo filosófico Truc Lâm Zen no século XIII. A geometria e a aritmética passaram a ser amplamente ensinadas no Vietnã a partir do século XV, através do livro Đại thành Toan Pháp, de Lương Thế Vinh, usado como base. Lương Thế Vinh estimulou o ensino da matemática no Vietnã, tendo Mac Hien TICH usado o termo de modo que um (secreto/oculto) para se referir a números negativos. Estudiosos vietnamitas, como Lê Quy Djo e Vân Dài Loai ngữ, também produziram inúmeras enciclopédias.
Nos últimos tempos, os cientistas vietnamitas têm feito muitas contribuições significativas em vários campos de estudo, principalmente em matemática. Hoàng Tuy foi o pioneiro na matemática aplicada e no campo da otimização global no século XX, enquanto Ngô Bảo Châu ganhou a Medalha Fields por sua prova de lema fundamental na teoria das formas automórficas. O Vietnã está atualmente trabalhando para desenvolver um programa espacial, e planeja construir, em parceria com os Estados Unidos, o Vietnam Space Center em 2018. O Vietnã também fez avanços significativos no desenvolvimento de robôs, como o modelo humanóide TOPIO. Em 2010, a despesa total do Vietnã em ciência e tecnologia foi em torno de 0,45% do seu produto interno bruto.

### Mídia e comunicações
O setor de mídia no Vietnã é regulado pelo governo, de acordo com a Lei que trata sobre publicações e afins, aprovada e publicada em 2004. A área de mídia, assim como o setor de comunicações, é controlada pelo governo e segue a linha oficial do Partido Comunista do Vietnã, com exceção apenas de alguns jornais. O serviço de radiodifusão oficial estatal de rádio, Đài Tiếng nói Việt Nam ("Voz do Vietnã"), é transmitindo internacionalmente via ondas curtas, usando transmissores alugados em outros países e fornecendo transmissões a partir do seu site. A Đài Truyền hình Việt Nam (ou Vietnam Television) é a empresa nacional de radiodifusão televisiva.
Desde 1997, o Vietnã tem amplamente regulamentado o acesso à internet, através de meios legais e técnicos. O bloqueio resultante é amplamente conhecido como "Bambu Firewall". O projeto de colaboração OpenNet Initiative classifica o nível de censura política online no Vietnã como "pervasivo", enquanto os Repórteres sem Fronteiras consideram o Vietnã como um dos 15 "inimigos da Internet" no mundo. Embora o governo do Vietnã reivindique proteger o país contra conteúdo obsceno ou sexualmente explícito através de seus esforços de bloqueio, muitos sites políticos e religiosos também são proibidos.

### Energia
Em 2021, o Vietnã tinha, em energia elétrica renovável instalada, 21 582 MW em energia hidroelétrica (13º maior do mundo), 4 118 MW em energia eólica (22º maior do mundo), 16 660 MW em energia solar (9º maior do mundo), e 358 MW em biomassa.

## Cultura

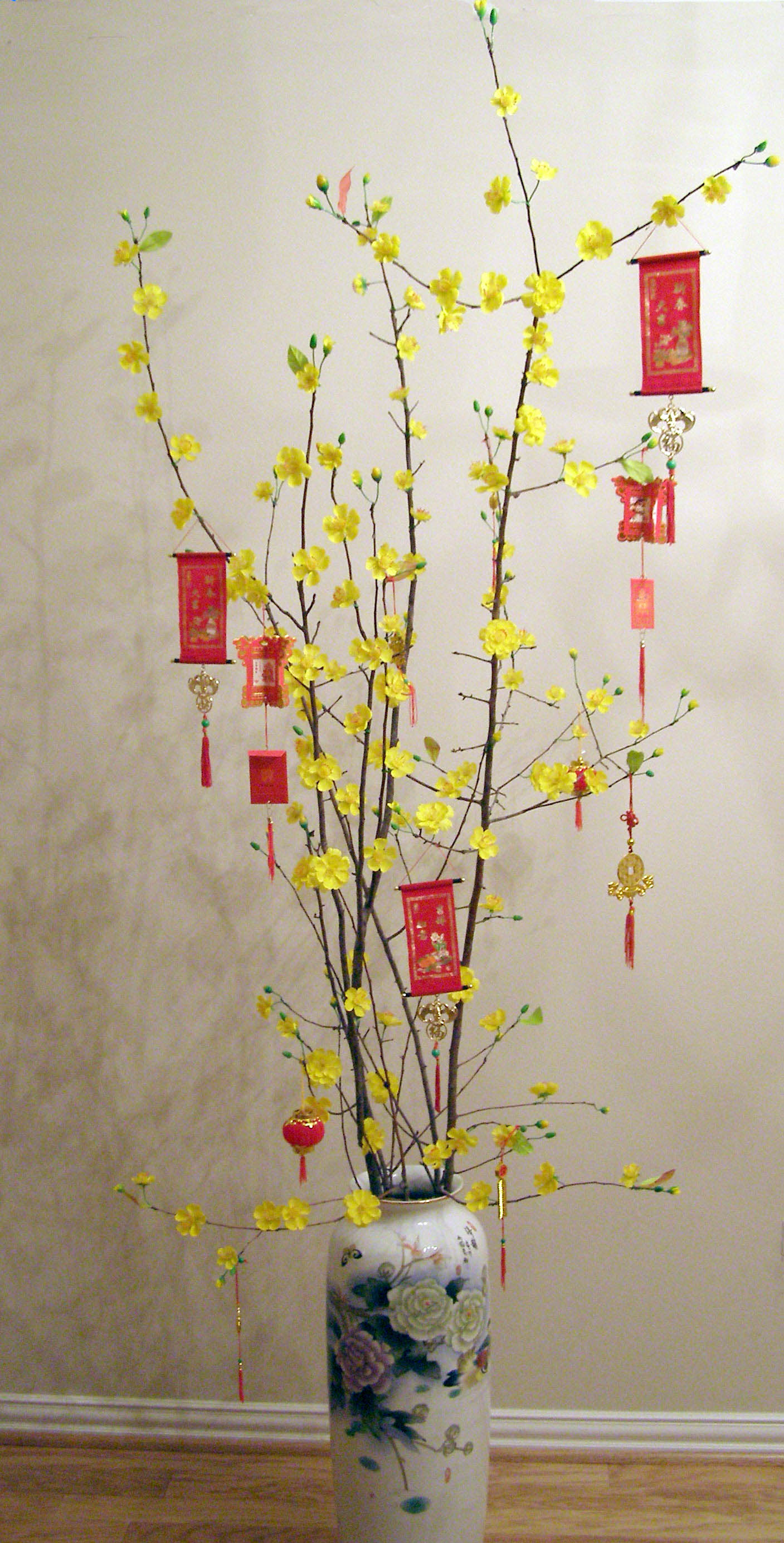
Uma planta tipicamente decorada para o festival Tết.

A cultura do Vietnã tem se desenvolvido ao longo de séculos, desde a antiga cultura Đông Sơn, que tinha a agricultura de arroz como a sua base econômica. Alguns elementos da cultura nacional têm origens chinesas, com base em elementos do confucionismo e do taoísmo em seu sistema político e filosófico tradicional. A sociedade vietnamita está estruturada em torno das làng (aldeias ancestrais). As influências dos povos imigrantes — tais como as culturas cantonesa, hacá, hokkien e de Hainan — também pode ser observada, enquanto a religião nacional, o budismo, é fortemente entrelaçada com a cultura popular. Nos últimos séculos, as influências de culturas ocidentais, sobretudo da França e dos Estados Unidos, tornaram-se evidentes no país.
Os focos tradicionais da cultura vietnamita são humanidade (nghĩa nhân) e harmonia (hòa); os valores da família e da comunidade são altamente considerados. O país reverencia uma série de importantes símbolos culturais, como o dragão vietnamita, que é uma mistura imaginária de crocodilo e cobra; o Pai Nacional do Vietnã, Lạc Long Quân, é retratado como um santo dragão. O lạc — um pássaro sagrado que representa a Mãe Nacional do Vietnã, Âu Cơ — é outro símbolo de destaque, enquanto imagens de tartarugas e cavalos também são reverenciadas.
Na era moderna, a vida cultural de Vietnã foi profundamente influenciada pelos meios de comunicação controlados pelo governo e por programas culturais. Por muitas décadas, as influências culturais estrangeiras — especialmente aquelas de origem ocidental — eram evitadas. No entanto, desde os anos 1990, o Vietnã tem experimentado uma maior abertura a cultura e meios de comunicação europeus, estadunidenses e do Sudeste Asiático.

### Música

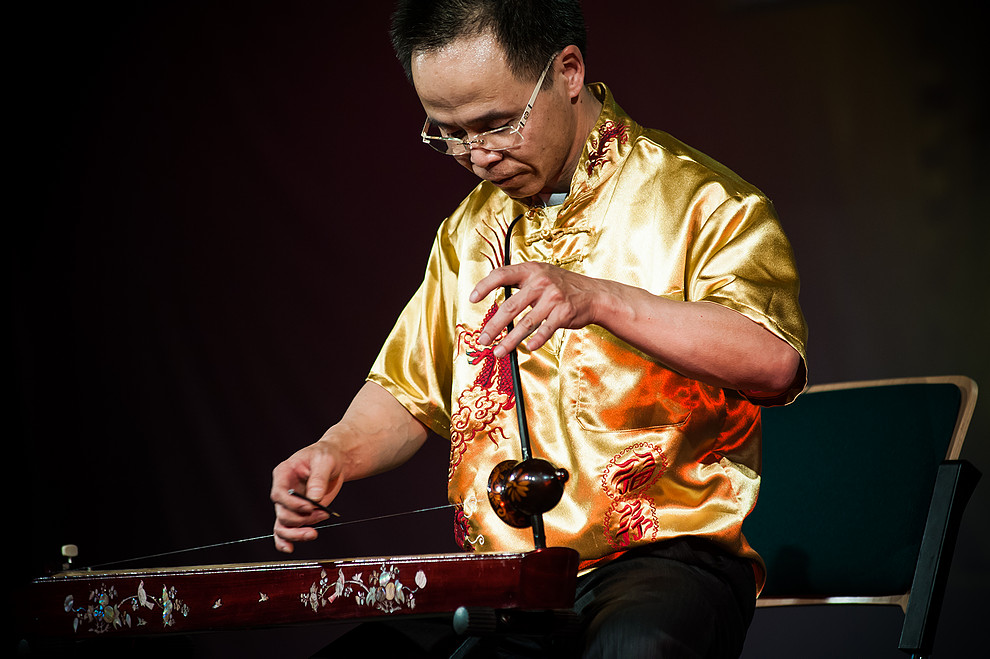
Đàn bầu, um instrumento de cítara monocórdio.

A música tradicional vietnamita varia entre as regiões norte e sul do país. A música clássica do norte é a mais antiga forma musical do Vietnã, e é tradicionalmente mais formal. As origens da música clássica vietnamita podem ser rastreadas até às invasões mongóis do século XIII, quando uma trupe de ópera chinesa foi capturada no atual território do país.
Algumas das formas de músicas folclóricas vietnamitas são o Ca Tru, o Quan Ho, o Hát Chau Văn e o Hát xẩm. O Ca Tru é oriundo do século XV, sendo acompanhado por um alaúde de formato longo, feito de percussão de bambu e tambor. O Hat Chau Văn é uma combinação de instrumentos e dança. Já o Hát Xẩm tem suas origens voltadas ao ano de 1200. Os instrumentos usados incluem o violino e a bateria.
Nas últimas décadas, a influência da música pop no cenário musical do Vietnã cresceu bastante. Há inúmeros artistas musicais do gênero no país. Outros gêneros musicais, como a eletrônica, R&B e rock and roll, também são expressivos.

### Literatura

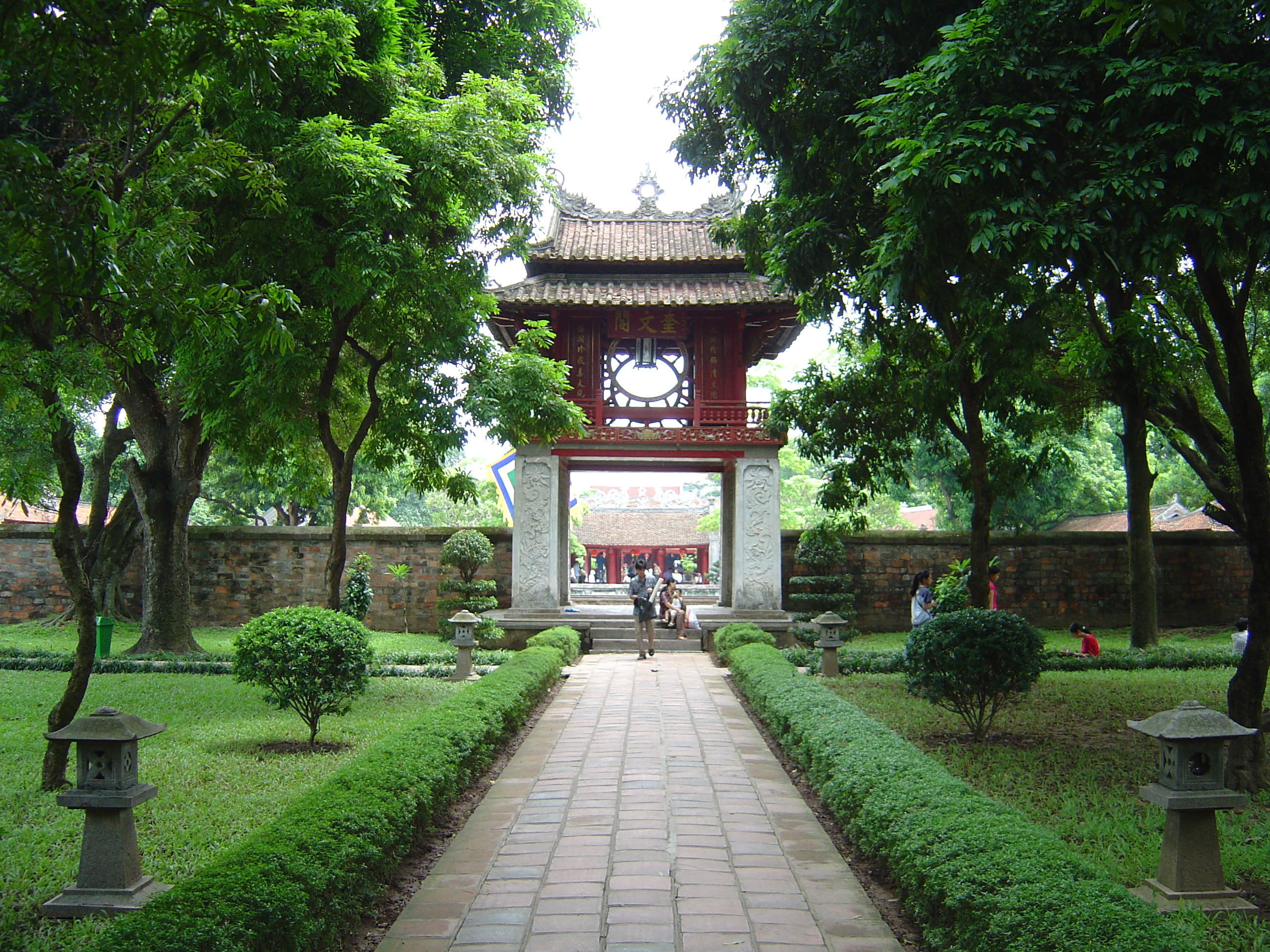
O Templo da Literatura, em Hanoi

A literatura vietnamita tem uma história de séculos de existência. O país tem uma rica tradição de literatura popular, baseada em torno da forma típica de 6 a 8 versos poéticos, chamado ca dao, que geralmente se base nos antepassados, vistos como heróis, e é ambientado nas aldeias.
A literatura escrita encontrada remonta ao século X, no período da dinastia Ngô, com autores antigos notáveis, incluindo Nguyễn Trai, Tran Hung Đạo, Nguyễn Du e Nguyễn Đình chieu. Alguns gêneros literários desempenham um papel importante no contexto teatral, como hát nói e Ca trù.
Escolas poéticas também foram formadas no Vietnã, como o Tao Djan. A literatura do Vietnã tem, nos últimos tempos, recebido influência de estilos ocidentais, com o primeiro movimento de transformação literária — Thơ Moi — emergente em 1932.

### Trajes típicos

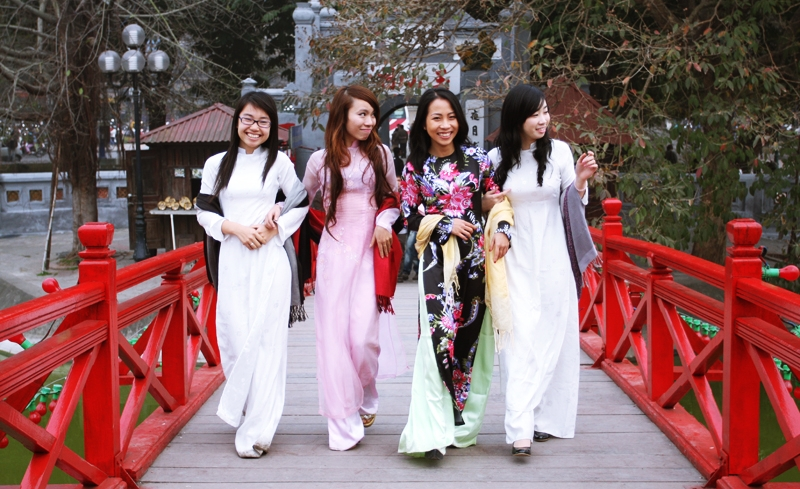
Garotas vietnamitas usando o áo dài.

O áo dài, um vestido feminino formal, é usado para ocasiões especiais, como casamentos e festas religiosas. Um áo dài branco é o uniforme obrigatório para as meninas em muitas escolas de ensino médio em todo o Vietnã. Este tipo de vestimenta já foi usado por ambos os sexos, mas hoje é principalmente usado por mulheres, embora os homens os usem para algumas ocasiões, como casamentos tradicionais. Outros exemplos de roupa tradicional vietnamita incluem o áo tứ thân, uma vestimenta feminina de quatro peças; o áo ngũ, uma forma de thân de cinco peças, usado principalmente no norte do país; o yếm, uma roupa feminina; o áo bà ba, "pijamas" para trabalhadores rurais de ambos os sexos; o áo gấm, uma túnica formal de brocado para recepções do governo; e o áo the, uma variante do áo gấm usado por noivos em casamentos.

### Culinária

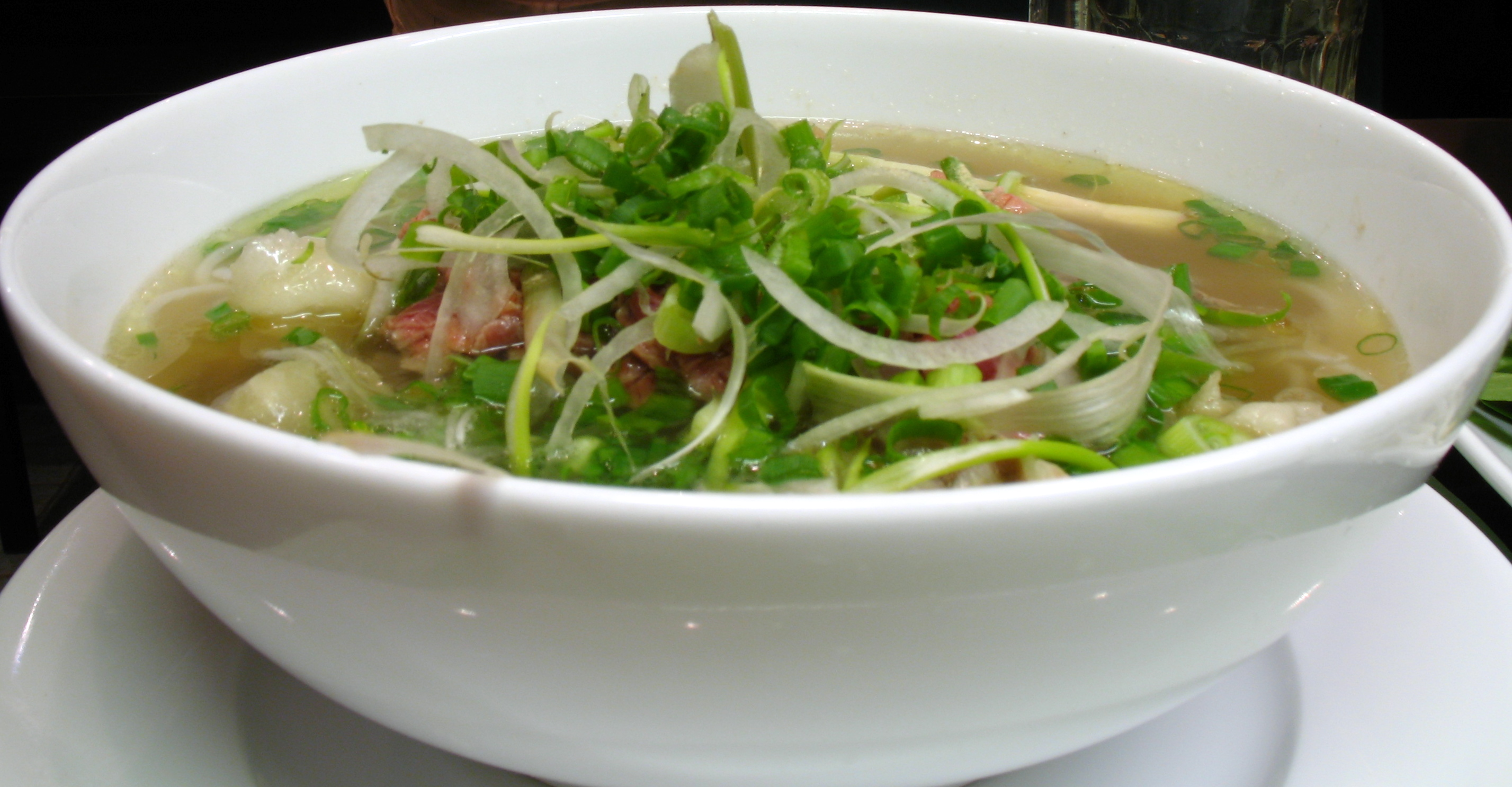
Pho, um dos pratos vietnamitas mais populares

A culinária vietnamita tradicionalmente apresenta uma combinação de cinco elementos fundamentais, definidos pela cultura vietnamita: picante (metal), azedo (madeira), amargo (fogo), salgado (água) e doce (terra). Os pratos comuns da culinária do país incluem o molho de peixe, a pasta de camarão, o molho de soja, o arroz, as ervas frescas, as frutas e os legumes. Receitas vietnamitas comumente usam capim-limão, gengibre, hortelã, hortelã-vietnamita, coentros, canela, pimenta, limão e folhas de manjericão. A cozinha vietnamita tradicional é conhecida por seus ingredientes frescos, o uso mínimo de óleo e a dependência de ervas e vegetais, além de ser considerada uma das culinárias mais saudáveis em todo o mundo.
No norte do Vietnã, os pratos típicos são muitas vezes menos picantes do que os alimentos do sul, tendo em vista que o clima da região é mais frio e limita a produção e disponibilidade de especiarias. A pimenta-preta é usada no lugar da pimenta para produzir os sabores picantes. O uso de carnes, como carne de porco, carne bovina e de frango, são relativamente limitados, sendo que o consumo de peixes de água doce e crustáceos — especialmente caranguejos e moluscos — passou a ser amplamente utilizado. Molhos de peixe, de soja, de camarão e de limão estão entre os principais ingredientes aromatizantes. Entre os pratos típicos vietnamitas mais populares estão o bún riêu e o bánh cuốn, este último originário do norte vietnamita e levado por migrantes para outras partes do país, como a região central e sul.

### Esportes
O esporte (desporto, em português europeu) nacional que prevalece no Vietnã são as artes marciais. O viet vo dao e o qwan ki do são duas das principais artes marciais oriundas do país, reconhecidas mundialmente e ambas utilizando técnicas de torções, imobilizações, chutes, projeções, defesa pessoal e o manejo de diversas armas tradicionais chinesas e vietnamitas. Outra importante arte marcial surgida no Vietnã, embora menos praticada, é o vovinam. Esta arte marcial pode ser praticada com ou sem o auxílio de armas, apresentando técnicas como socos e chutes, e por vezes praticada com uma espada, bō, machado ou leque. Diferente do viet vo dao e do qwan ki do, o vovinam está mais centrado na reação do adversário.
O futebol é o esporte coletivo mais popular no país. A seleção de futebol vietnamita venceu o Campeonato da ASEAN em 2008. Apesar disto, o Vietnã nunca participou de qualquer edição da Copa do Mundo FIFA (Campeonato do Mundo da FIFA, em português europeu), uma vez que nunca se classificou nas eliminatórias do evento. Outros esportes ocidentais, como badmínton, tênis, voleibol, tênis de mesa e xadrez, também são muito populares. O Vietnã tem participado dos Jogos Olímpicos de Verão desde 1952, quando competiu como o Estado do Vietnã. Após a divisão do país em 1954, apenas o Vietnã do Sul continuou a competir nos Jogos, com o envio de atletas sul-vietnamitas para os Jogos Olímpicos de 1956 e de 1972. Desde a reunificação da nação, em 1976, este passou a competir como a República Socialista do Vietnã, participando de todos os Jogos Olímpicos de Verão a partir de 1988. O Comitê Olímpico do Vietnã foi criado em 1976 e reconhecido pelo Comitê Olímpico Internacional (COI) em 1979. O país nunca participou dos Jogos Olímpicos de Inverno.